# Região Norte do Brasil
A Região Norte do Brasil é uma das cinco regiões brasileiras definidas pelo Instituto Brasileiro de Geografia e Estatística (IBGE) em 1969, sendo formada por sete estados: Acre, Amapá, Amazonas, Pará, Rondônia, Roraima e Tocantins. Com uma área de 3 853 676,948 km² — a maior entre as cinco regiões — cobre 45,25% do território nacional, superior à área da Índia e pouco inferior à União Europeia (se fosse um país, seria o 7.º maior do mundo em área). Sua população, também de acordo com o Instituto Brasileiro de Geografia e Estatística (IBGE), era de 18,6 milhões de habitantes em 2020, equivalente à população do Cazaquistão. Seu Índice de Desenvolvimento Humano (IDH), de 0,730, é considerado alto e, em comparação com as outras regiões brasileiras, tem o segundo menor IDH, superando apenas a Região Nordeste.
Suas maiores e principais cidades são Manaus e Belém, as únicas na macrorregião que possuem população superior a um milhão de habitantes. Porto Velho, Macapá, Palmas, Rio Branco e Boa Vista são outros importantes centros regionais. Está localizada na região geoeconômica da Amazônia, entre o Maciço das Guianas (ao norte), o planalto Central (ao sul), a Cordilheira dos Andes (a oeste) e o oceano Atlântico (a nordeste).
O clima predominante na região é o equatorial, além de algumas regiões de clima tropical. A região é dominada por um importante ecossistema para o planeta: a Amazônia. Registra-se também, pequenas faixas de mangue no litoral, alguns pontos de cerrado e também alguns pontos de matas galerias. A latitude e o relevo explicam a temperatura; a temperatura e os ventos explicam a umidade e o volume dos rios; e o clima e a umidade, somados, são responsáveis pela existência da mais extensa, variada e densa floresta do planeta, ou seja, a Floresta Amazônica.
A região abriga os dois maiores estados em território no país, Amazonas e Pará, onde estão localizados os dez maiores municípios do Brasil em área territorial (quatro no estado do Pará e seis no estado do Amazonas). Na região se situam ainda a maior capital estadual brasileira em área, Porto Velho, capital de Rondônia; o Rio Amazonas, o segundo mais extenso do mundo e os dois pontos culminantes do Brasil, o Pico da Neblina e o Pico 31 de Março, ambos no Amazonas.

## História

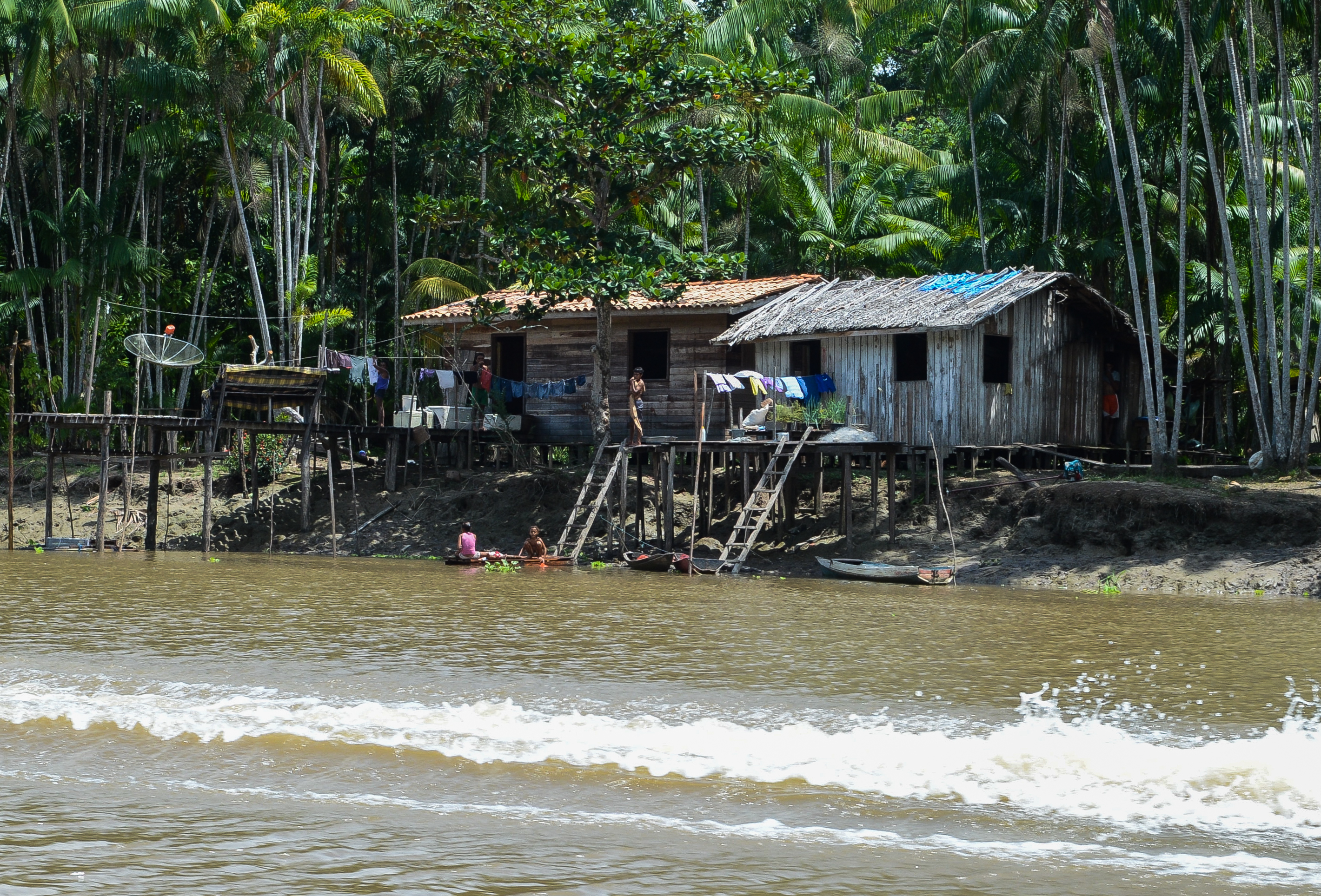
Casas de ribeirinhos no Pará.

Originalmente, esta região era habitada por uma grande diversidade de povos ameríndios, pertencentes às famílias linguísticas tupi, caribe, aruaque, pano e tucano.
O Delta do Amazonas foi "descoberto" em 1500 pelo navegador espanhol Vicente Yáñez Pinzón. Entretanto, o rio só foi percorrido em 1542, pelo seu conterrâneo Francisco de Orellana, que relata ter sido atacado por mulheres indígenas, semelhantes às amazonas da mitologia grega, daí o nome do rio.
Nenhum país europeu reclamou as terras situadas ao norte do Brasil até que, na primeira metade do século XVII, Portugal começou as reivindicações. Em 1616, portugueses liderados por Francisco Caldeira Castelo Branco ergueram o Forte do Castelo, marco inicial da atual cidade brasileira de Belém. Entre 1637 e 1639, Pedro Teixeira percorreu o Rio Amazonas e posteriormente um de seus afluentes, o Rio Napo, chegando a cidade equatoriana de Quito.
Nos séculos XVII e XVIII, Portugal colonizou a Amazônia Brasileira, com a instalação de feitorias para a exportação das riquezas, missões para a catequese dos indígenas e fortalezas para a defesa da região. O motor de ocupação da região foram as drogas do sertão, extraídas com o uso da mão-de-obra indígena. O africano escravizado esteve pouco presente na Região Norte, pois seus habitantes não tinham condições de comprar escravos, exceto no atual Tocantins, cuja ocupação ocorreu no século XVIII, com a mineração de ouro com o uso da mão-de-obra escrava africana.
No final do século XIX e início do século XX, a economia da Amazônia Brasileira foi baseada na extração de látex (1879-1912), seiva da seringueira, utilizado para a fabricação de pneus, produtos com demanda em alta na época devido à Revolução Industrial. Para trabalhar nos seringais, vieram muitos sertanejos flagelados pela seca, principalmente cearenses.
O Ciclo da Borracha acabou na época da Primeira Guerra Mundial, por causa da concorrência com o látex produzido na Malásia, para onde foram contrabandeadas sementes e mudas de seringueiras vindas da Floresta Amazônica. Entretanto, o ciclo voltou na Segunda Guerra Mundial, com o aumento da demanda por borracha devido à guerra e a ocupação de importantes áreas produtoras de látex pelo Japão.
Nas décadas de 1960 e 1970, os governos da Ditadura Militar implementaram programas para integrar a Amazônia Brasileira com o restante do país, por meio, por exemplo, da Zona Franca de Manaus e a construção de rodovias como a Transamazônica. Consequentemente, migrantes de outras partes do Brasil se fixaram no Sudeste do Pará, Tocantins, Roraima, Rondônia e Acre. No entanto, tais programas iniciaram o desmatamento em grande escala da floresta amazônica, o que perdura até hoje.
Em 1967, o IBGE elaborou a divisão regional do Brasil em cinco grandes regiões, que foi revista dois anos depois e publicada em 8 de maio de 1969 como Resolução nº. 1 da "Comissão Nacional de Planejamento e Normas Geográfico-Cartográficas". Em 24 de novembro de 1970, o decreto federal 67 647 oficializou esta divisão em cinco grandes regiões (Norte, Nordeste, Sudeste, Sul e, Centro-Oeste), que foi retificada em 4 de dezembro deste mesmo ano. Que teve mais uma alteração nas décadas de 1970 e 1980.

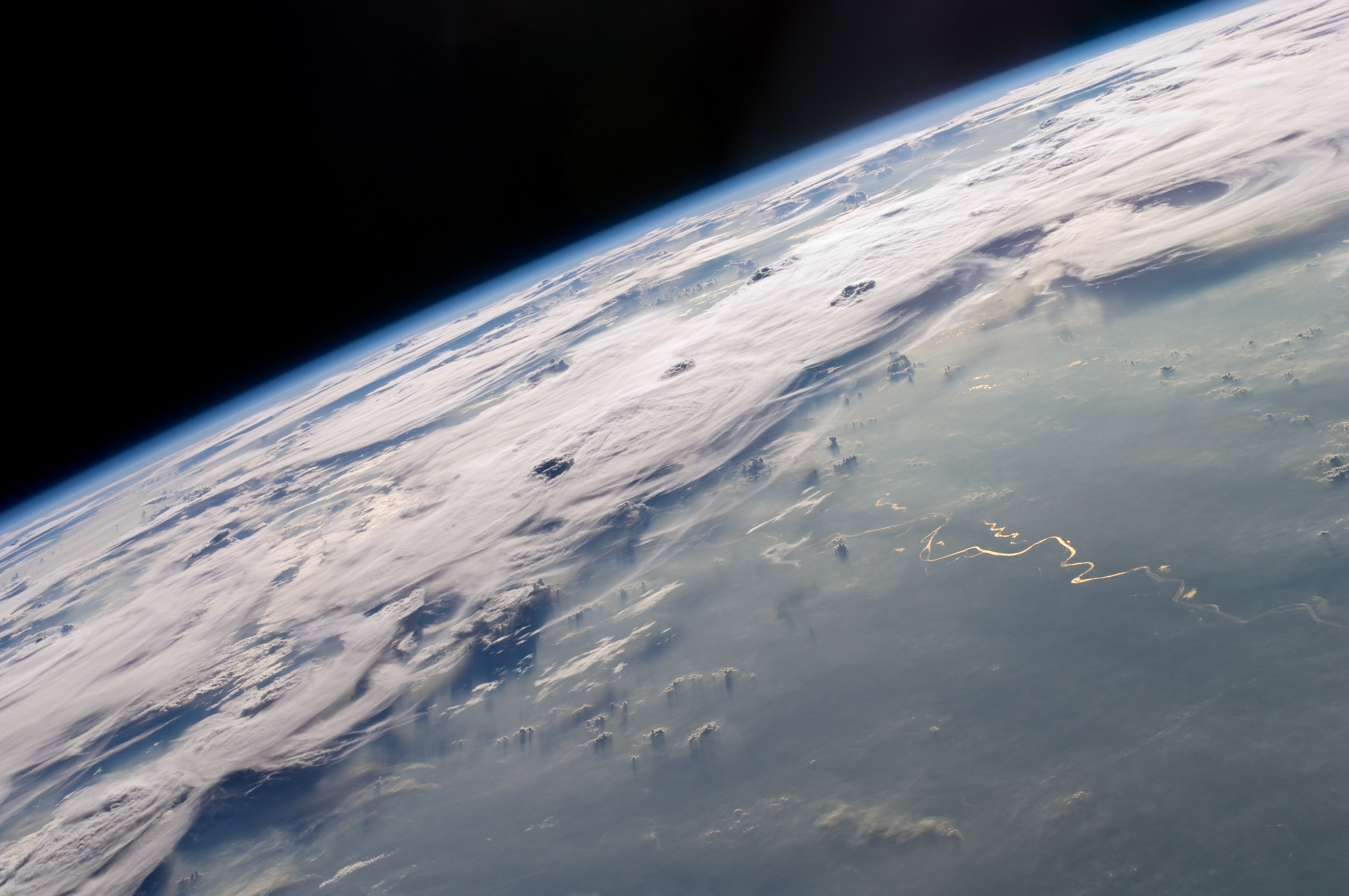
Fotografia do limbo da Terra vista da Estação Espacial Internacional, sobre o Norte do Brasil, durante a Expedição 20. A vegetação da Amazônia, a maior floresta tropical do mundo, influencia fortemente o ciclo da água regional.

## Geografia
A Região Norte ocupa uma área de 3 853 676,948 km², correspondendo a 45,27% do Brasil, ontologicamente a maior região brasileira em extensão territorial. Neste território regional situam-se os estados mais extensos do Brasil, Amazonas e Pará, respectivamente. Ainda, os três municípios brasileiros mais extensos também estão localizados na macrorregião: Altamira, Barcelos e São Gabriel da Cachoeira, que possuem cada um mais de 100.000 km², uma extensão superior a aproximadamente 105 países mundiais, superando ainda a área dos estados de Alagoas, Sergipe, Rio de Janeiro e Espírito Santo juntos. Limita-se ao sul com os estados de Mato Grosso e Goiás, além da Bolívia, a leste com o Maranhão, Piauí e a Bahia, a oeste com o Peru e com a Colômbia e a norte com Venezuela, Suriname, Guiana e Guiana Francesa.

### Relevo
O relevo nortista constitui-se de três grandes unidades geomorfológicas:
- Planícies e Terras Baixas Amazônicas;
- Planalto das Guianas;
- Planalto Central.

#### Planícies e Terras Baixas Amazônicas

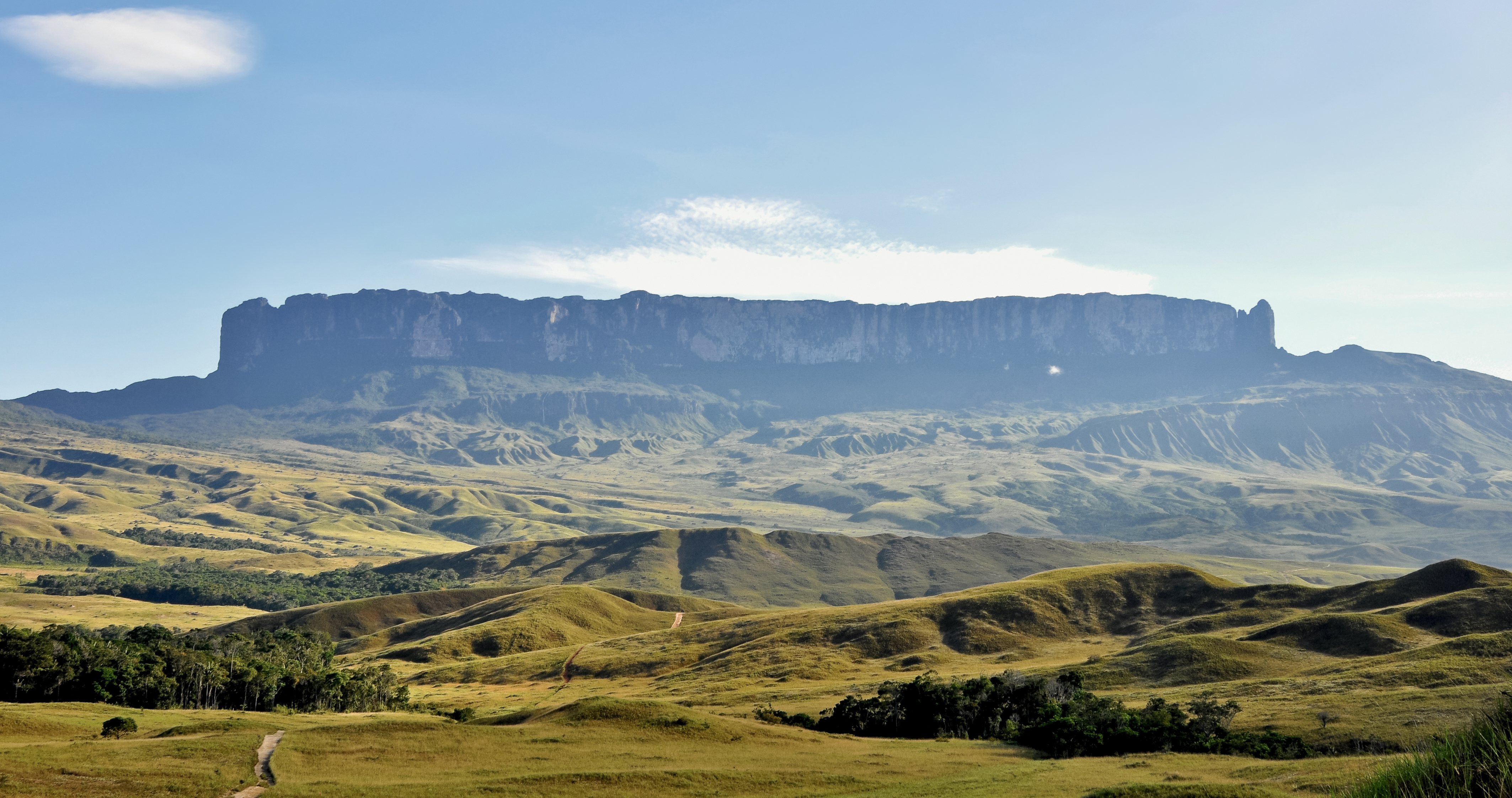
Monte Roraima, na tríplice fronteira Brasil–Guiana–Venezuela.

São, de modo geral, objetos de conhecimento dos especialistas em geografia do Brasil como Planície Amazônica, embora a planície de verdade começa a ser visto apenas nas margens do rio Amazonas ou em trechos de menor porte, em meio a áreas de maior altitude. Esse compartimento geomorfológico poder ser divididos em três: igapós, tesos ou terraços fluviais e terra firme.
- Igapós: Correspondem às áreas mais baixas, constantemente inundadas pelas cheias do rio Amazonas.
- Tesos ou terraços fluviais (Várzeas): Suas altitudes são sempre inferiores a 30 metros, sendo inundados pelas cheias mais fortes.
- Terra firme: Atinge altitudes de até 350 metros, estando livre das inundações. Ao contrário das várzeas e dos terraços fluviais, formados predominantemente pelos sedimentos que os rios depositam, a terra firme é constituída basicamente por arenitos.

O planalto das Guianas localiza-se ao norte da Planície Amazônica, sendo constituído por terrenos cristalinos. Prolonga-se até a Venezuela e as Guianas, e na área de fronteira entre esses países e o Brasil aparece a região serrana, constituída — de oeste para leste — pelas serras do Imeri ou Tapirapecó, Parima, Pacaraíma, Acaraí e Tumucumaque. É na região serrana que se encontram os pontos mais altos do país, como o pico da Neblina e o pico 31 de Março, na serra do Imeri, estado do Amazonas, inicialmente aferidos com instrumentos rudimentares de medição em 3 014 e 2 992 metros de altitude, respectivamente. Porém após o advento de instrumentos mais precisos para tal medição, como o GPS geodésico, esses valores foram corrigidos para 2 993 m (Pico da Neblina) e 2 972 m (Pico 31 de Março). As medidas oficiais foram obtidas pelo Projeto Pontos Culminantes do Brasil.

#### Planalto Central
O planalto Central localiza-se ao sul da região abrangendo o sul do Amazonas e do Pará e a maior parte dos estados de Rondônia e do Tocantins. É constituído por terrenos cristalinos e sedimentares antigos, sendo mais elevado ao sul e no Tocantins.

### Clima

Mapa climático da Região Norte do Brasil.

Algumas latitudes podem criar uma região com climas quentes e úmidos. A existência de calor e da enorme massa líquida favorecem a evaporação e fazem da Região Norte uma área bastante úmida. Dominada assim por um clima do tipo equatorial, a região apresenta temperaturas elevadas o ano todo (médias de 24 °C a 26 °C), uma baixa amplitude térmica, com exceção de algumas áreas do Amazonas, Rondônia e do Acre, onde ocorre o fenômeno da friagem, em virtude da atuação do La Niña, permitindo que massas de ar frio vindas do oceano Atlântico sul penetrem nos estados da região Sul, entrem por Mato Grosso e atinjam os estados amazônicos, diminuindo a temperatura. Isto ocorre porque o calor da Amazônia propicia uma área de baixa latitude que atrai massas de ar polar. Ocorrendo no inverno, o efeito da friagem dura uma semana ou pouco mais, quando a temperatura chega a descer a 6 °C em Vilhena (RO), 10 °C em Lábrea (AM), 12 °C em Porto Velho (RO), 13 °C  Eirunepé (AM), 15 °C em Marabá (PA) e até 9 °C em Rio Branco (AC).
O regime de chuvas na região é bem marcado, havendo um período seco, de junho a novembro, e outro com grande volume de precipitação, Dezembro a Maio. As chuvas provocam mais de 2 000 mm de precipitação anuais, havendo trechos com mais de 3 000 mm, como o litoral do Amapá, a foz do rio Amazonas e porções da Amazônia Ocidental.
A Região Norte apresenta o clima mais úmido do Brasil, sendo comum a ocorrência de fortes chuvas. São características da região.As chuvas de convecção ou de "hora certa", que em geral ocorrem no final da tarde e se formam da seguinte maneira: com o nascer do Sol, a temperatura começa a subir, ou seja, aumentar em toda a região, aquecimento que provoca a evaporação; o vapor de água no ar se eleva, formando grandes nuvens; com a diminuição da temperatura, causada pelo passar das horas do dia, esse vapor de água se precipita, caracterizando as chuvas de "hora certa".

### Vegetação

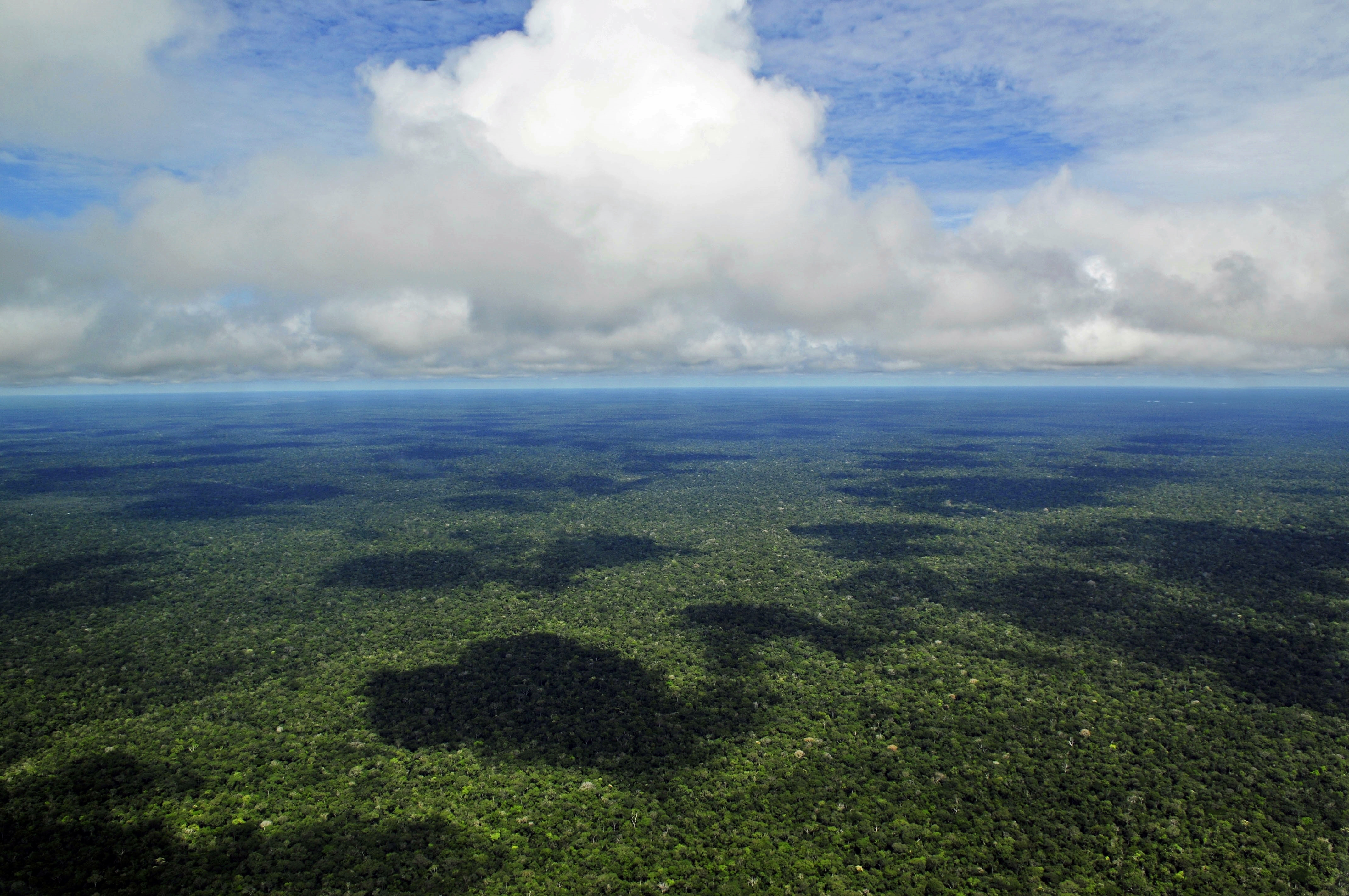
Área de Floresta Amazônica protegida pelo Jardim Botânico de Manaus.

Na Região Norte está localizado um importante ecossistema para o planeta: a Amazônia. Além da Amazônia, a região apresenta uma pequena faixa de mangue (no litoral) e alguns pontos de cerrado, e também alguns pontos de matas galerias.
Aprender as características físicas de uma região depende, em grande parte, da capacidade de dedução e observação: na Região Norte, a latitude e o relevo explicam a temperatura; a temperatura e os ventos explicam a umidade e o volume dos rios; e o clima e a umidade, somados, são responsáveis pela existência da mais extensa, variada e densa floresta do planeta, ou seja, a Floresta Amazônica ou Hileia.
A Ilha de Marajó, no estado do Pará, apresenta formações rasteiras de Campos da Hileia que, por sua vez, ficam inundadas nos períodos de cheias dos rios. É a maior ilha de água fluviomarinha do mundo. Grandes extensões de cerrado podem ser encontradas nos estados de Rondônia, Tocantins e Roraima.
Equivalendo a mais de um terço das reservas florestais do mundo, é uma formação tipicamente higrofila, com o predomínio de árvores grandes e largas (espécies latifoliadas), muito próximas umas das outras e entrelaçadas por grande variedade de lianas (cipós lenhosos) e epífitas (vegetais que se apoiam em outros). O clima da região, quente e chuvoso, permite o crescimento das espécies vegetais e a reprodução das espécies animais durante o ano todo. Isso faz com que a Amazônia tenha a flora mais variada do planeta, além de uma fauna muito rica em pássaros, peixes e insetos.

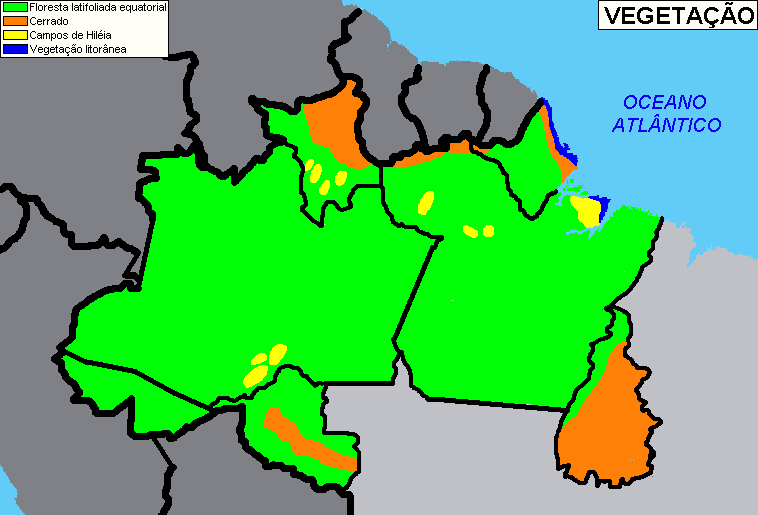
Mapa de vegetação da Região Norte do Brasil

A Floresta Amazônica apresenta algumas variações de aspecto, conforme o local, junto aos rios, nas áreas permanentemente alagadas,
surge a mata de igapó, com árvores mais baixas. Mais para o interior surgem associações de árvores mais altas, conhecidas como mata de várzea, inundadas apenas durante as cheias. As áreas mais distantes do leito dos rios, inundadas somente por ocasião das grandes enchentes, são chamadas de mata de terra firme ou caaetê, que significa mata (caa) de proporções grandiosas.
Se não considerarmos a devastação, mais de 90% da área da Região Norte é ocupada pela Floresta Amazônica ou equatorial, embora ela não seja a única formação vegetal da Amazônia. Surgem ainda: Campos da Hileia, em manchas esparsas pela região, como na ilha de Marajó e no vale do rio Amazonas; o cerrado, que ocupa grande extensão do estado do Tocantins e vastos trechos de Rondônia e Roraima, além da vegetação litorânea.

### Hidrografia

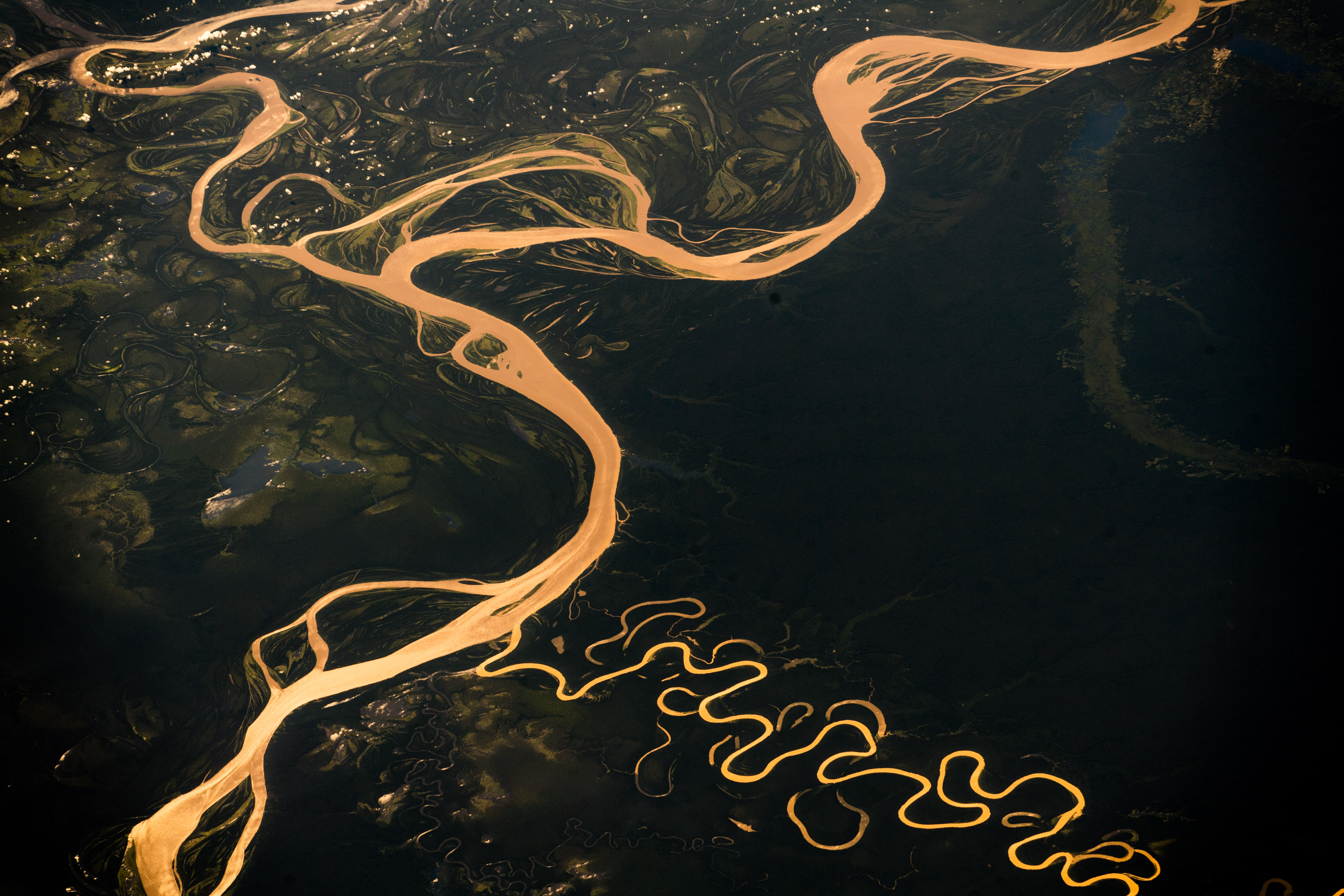
Imagem registrada pelo astronauta alemão Alexander Gerst, a partir da Estação Especial Internacional, mostra a grandeza do rio Amazonas com seus enormes braços. É o maior do mundo em volume de água, com quilômetros de extensão.

A região apresenta a maior bacia hidrográfica do mundo, a bacia amazônica, formada pelo rio Amazonas e seus milhares de afluentes (alguns inclusive não catalogados). Em um de seus afluentes (rio Uamutã) está instalada a Usina Hidrelétrica de Balbina e em outro de seu afluente (rio Jamari) está localizada a usina Hidrelétrica de Samuel, construída na cachoeira de Samuel. Devido ao tamanho do rio Amazonas, foram construídos muitos portos durante o curso do rio, destacando-se entre eles pelo volume de cargas transportadas os portos de Manaus no estado do Amazonas, de Santarém no Pará, e de Santana no Amapá.
A foz do rio Amazonas apresenta um dos fenômenos naturais mais impressionantes que existe, a pororoca, uma perigosa onda contínua com até 5 m de altura, formada na subida da maré e que costumeiramente é explorada por surfistas.
Na foz do rio Amazonas encontra-se a ilha de Marajó, a maior ilha de água fluviomarinha do mundo, com aproximadamente 50 000 km², que também abriga o maior rebanho de búfalos do país. Está no guiness book/2005.
A segunda maior bacia hidrográfica da região (e a maior inteiramente brasileira) é a Araguaia-Tocantins. Num de seus rios integrantes (rio Tocantins), está instalada a UHE Tucuruí, uma das maiores usinas hidroelétricas do mundo.
Um fato interessante a respeito dessa bacia é a presença da ilha do Bananal, a maior ilha fluvial do mundo, localizada no estado do Tocantins. A ilha é formada pelo rio Araguaia e por um de seus afluentes, o rio Javaés.

## Demografia
| Posição      | Estado       | População (Censo 2022) | % da pop. total |
| ------------ | ------------ | ---------------------- | --------------- |
| 1            | Pará         | 8 121 025              | 46,79%          |
| 2            | Amazonas     | 3 941 613              | 22,71%          |
| 3            | Rondônia     | 1 581 196              | 9,11%           |
| 4            | Tocantins    | 1 511 460              | 8,70%           |
| 5            | Acre         | 830 018                | 4,78%           |
| 6            | Amapá        | 733 759                | 4,22%           |
| 7            | Roraima      | 636 707                | 3,66%           |
| Região Norte | Região Norte | 17.355.778             | 17.355.778      |

Apesar de ser a maior região em termos superficiais, é a segunda menos populosa do Brasil, com 18,6 milhões de habitantes, à frente apenas do Centro-Oeste. Isso faz com que sua densidade demográfica, 4,7 hab./km², seja a menor entre as regiões do país. Essa pequena densidade populacional na Região Norte e no Centro-Oeste faz com que haja grandes "vazios demográficos", sendo que uma das principais razões é a extensa área coberta pela Amazônia, que por ser um ecossistema de floresta densa, dificulta a ocupação humana. Além disso, também é a região do país com menor número de municípios, com 450.
No período de 1970/2000, a população amazônica quase triplicou, evoluindo de aproximadamente 5,3 milhões de habitantes para 15,1 milhões de habitantes, em decorrência das elevadas taxas anuais de crescimento experimentadas, sempre superiores à média brasileira, mas que se mostram declinantes ao longo das três últimas décadas (4,38% a.a em 1980, 3,30% a.a em 1990 e 2,26% a.a em 2000) Essa tendência manifesta-se em quase todas as unidades federadas, à exceção do Amapá, que registrou taxas crescentes e elevadas de incremento populacional, que atingiu 5,71% a.a no interstício 1991/2000, e do Amazonas, que possui caso semelhante ao Amapá e registrou um crescimento populacional de 3,03% a.a no mesmo período, como resultado de fluxos migratórios em direção a esses estados.
A distribuição da população entre os estados mantém o seu perfil concentrado, embora mais atenuado, em apenas dois estados: Pará e Amazonas, onde residem 70% do total de habitantes. O Pará, sozinho, corresponde a quase metade do total da população da região, seguido pelo Amazonas que representa 22,4%. A população está concentrada, sobretudo, nas capitais dos estados. Com 2,18 milhões de habitantes, Manaus, capital do Amazonas, é o município mais populoso, concentrando 52.4% da população estadual e 11,8% da Região, seguida por Belém, Pará, com 1,4 milhão, que sozinha abriga 17.3% dos habitantes de seu estado e 8% do Norte.

### Etnias
| Cor/Raça (2022) | Cor/Raça (2022) |
| --------------- | --------------- |
| Parda           | 67,2%           |
| Branca          | 20,7%           |
| Negro           | 8,8%            |
| Indígena        | 3,1%            |
| Amarela         | 0,2%            |

A colonização da Amazônia Brasileira ocorreu nos séculos XVII e XVIII, com a extração das drogas do sertão e a criação de fortalezas, missões e feitorias. Soldados e exploradores portugueses se fixam na região, com o reforço de açorianos. Houve forte miscigenação entre brancos e indígenas através da tradição do "cunhadismo", assim originando o tradicional caboclo nortista (mameluco). Com exceção do Tocantins, povoado no ciclo do ouro durante os primeiros 60 anos do século XVIII, o africano escravizado esteve pouco presente na Região Norte do Brasil, pois era muito caro e seus habitantes não tinham condições financeiras de adquirir. Sua presença era concentrada nas lavouras de cacau e nas fazendas de gado na Amazônia, principalmente nas regiões de Óbidos e Santarém. O aumento do cultivo de cacau provocou a formação de quilombos, quando os africanos escravizados fugiam para a floresta, onde tinham amparo nas aldeias indígenas (apoio aos escravizados em fuga).
No final do século XIX e ao longo da primeira metade do século XX, centenas de milhares de sertanejos nordestinos flagelados pela seca, vindos sobretudo do Ceará, migraram para os seringais nortistas, concentrados no Pará e Amazonas, durante o Ciclo da Borracha (1879-1912).
A partir da década de 1960, algumas regiões escassamente povoadas do Norte do Brasil foram colonizadas. Os migrantes do Sudeste do Pará provinham, em grande parte, de Goiás e do nordeste brasileiro, principalmente do Maranhão. Os brasileiros que chegavam a Roraima eram sobretudo maranhenses. No Acre e em Rondônia, os migrantes vinham, em grande parte, do Sul e Sudeste do Brasil.

### Regiões metropolitanas

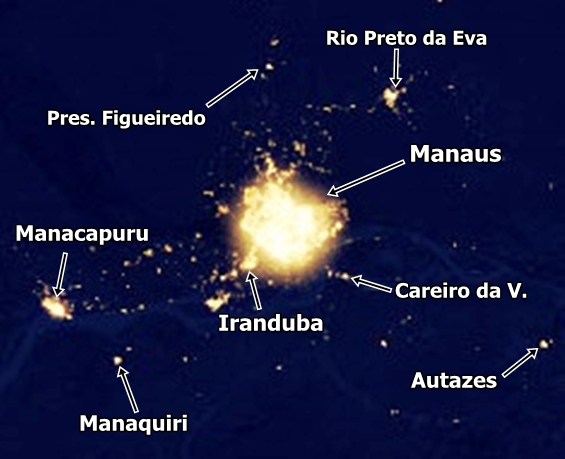
Imagem de satélite da NASA mostra a Região Metropolitana de Manaus à noite. É a maior e mais populosa da Região Norte, com 2,7 milhões de habitantes.

Oito regiões metropolitanas brasileiras localizam-se na Região Norte do Brasil. Entretanto, apenas duas delas possuem mais de um milhão de habitantes: A Grande Manaus e Grande Belém.
- A Região Metropolitana de Belém possui 2 529 178 habitantes em 2020, sendo a segunda mais populosa da região.[35] Abrange sete municípios. Além de Belém, é formada pelos municípios de Ananindeua, Benevides, Marituba, Santa Bárbara do Pará, Santa Isabel do Pará e Castanhal.

- A Região Metropolitana de Boa Vista é a mais populosa do estado de Roraima, com sua população estimada em 438 665 habitantes em 2018. Além de Boa Vista, capital do estado, é formada pelos municípios de Alto Alegre, Bonfim, Cantá e Mucajaí.

- A Região Metropolitana Central é uma região metropolitana no estado de Roraima. Criou-se em 2007, através da Lei Complementar Estadual nº 130 de 21 de dezembro. Fazem parte dela os municípios de Caracaraí e Iracema.

- A Região Metropolitana de Macapá está situada no estado do Amapá e engloba três municípios: Macapá, Mazagão e Santana. Possui uma população de 634 450 habitantes em 2018.[36]

- A Região Metropolitana de Manaus é a maior e mais populosa da região Norte, com 2 722 014 de habitantes em 2020.[35] É formada por Manaus, capital do estado do Amazonas, e outros doze municípios: Autazes, Careiro, Careiro da Várzea, Iranduba, Itacoatiara, Itapiranga,  Manacapuru, Manaquiri, Novo Airão, Presidente Figueiredo, Rio Preto da Eva e Silves.[37] Os municípios são interligados pelas rodovias AM-010, AM-070, AM-254, AM-352, BR-174 e BR-319.[38]

- A Região Metropolitana de Santarém, criada em 2012, abrange os municípios de Santarém, Belterra e Mojuí dos Campos. Tem uma população de 310 898 habitantes.[39]

- A Região Metropolitana do Sul de Roraima situa-se no estado de Roraima. Assim como as outras duas regiões metropolitanas existentes no estado, foi criada pela Lei Complementar Estadual nº 130 de 21 de dezembro de 2007. É formada por três municípios: São Luís, Caroebe e São João da Baliza. A população da região metropolitana do Sul de Roraima está estimada em 22 058 habitantes, sendo a menos populosa do Brasil.

## Economia
A economia da região baseia-se nas atividades industriais, de extrativismo vegetal e  mineral, inclusive de petróleo e gás natural, agricultura e pecuária, além das atividades turísticas.
Em 2010 o Produto Interno Bruto (PIB) da Região Norte representava 5,3% do PIB nacional. Foi a região brasileira que apresentou o maior crescimento econômico em um período de oito anos, passando de 4,7% em 2002 a 5,3% em 2010, em concentração do PIB brasileiro. Com um crescimento em volume do PIB de 14,2% e 74,2%, respectivamente, o Tocantins foi o estado que apresentou o maior crescimento em volume. Entretanto, as maiores contribuições econômicas da Região em 2010 continuaram a vir dos estados do Pará, Amazonas e Rondônia. No Pará, destacou-se a recuperação internacional do preço do minério de ferro, que representa um grande peso na economia do estado. O Amazonas apresentou uma grande recuperação da indústria de transformação,  seriamente abalada pela crise econômica de 2008. Rondônia, por sua vez, obteve o maior ganho de participação na atividade agropecuária dentre todos os estados entre 2002 e 2010.
Além disso, em âmbito nacional, Amazonas e Rondônia subiram uma posição na Lista de estados brasileiros classificados por PIB. O Amazonas passou de 15º para 14º estado mais rico do país em 2010, ultrapassando o Mato Grosso, que caiu uma posição no referido ano. Rondônia deixou a 23ª posição e passou a ocupar a 22ª, desbancando o Piauí, que também caiu uma posição entre os estados.
Dos sete estados da região, apenas Pará e Amazonas integram o chamado "Grupo Econômico Intermediário", formado por nove estados brasileiros que representam entre 2,6% e 1,2% da economia brasileira. Além do Pará e Amazonas, que representam 2,1% e 1,6%, respectivamente, da economia do país, fazem parte deste grupo os estados de Goiás, Pernambuco, Ceará, Espírito Santo, Mato Grosso, Maranhão e Mato Grosso do Sul. Os demais estados da região representam menos de 1% da economia brasileira. Por ordem, seguem-se os estados de Rondônia (0,6% da economia nacional), Tocantins (0,5%), Acre (0,2%), Amapá (0,2%) e Roraima (0,2%).
| Estados   | PIB (em R$ 1 000) | % do PIB nacional | PIB per capita |
| --------- | ----------------- | ----------------- | -------------- |
| Pará      | 262.905.000       | 2,9               | 29 953,43      |
| Amazonas  | 131.531.000       | 1,5               | 30 803,56      |
| Rondônia  | 58.170.000        | 0,6               | 32 044,73      |
| Tocantins | 51 781 000        | 0,6               | 32 214,73      |
| Acre      | 21.374.000        | 0,2               | 23 569,31      |
| Amapá     | 20.100.000        | 0,2               | 22 902,86      |
| Roraima   | 18.203.000        | 0,2               | 27 887,57      |

### Setor primário

#### Agricultura

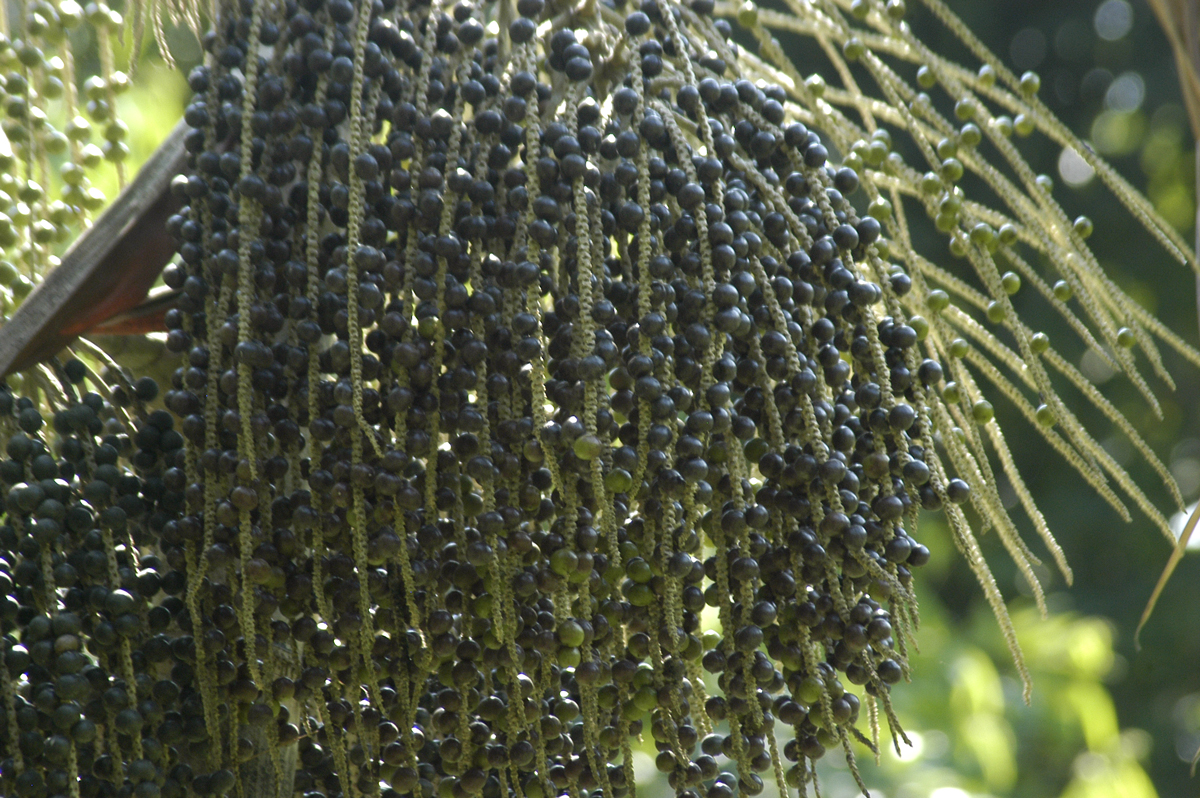
O açaí é produzido em larga escala nos estados do Amazonas e Pará.

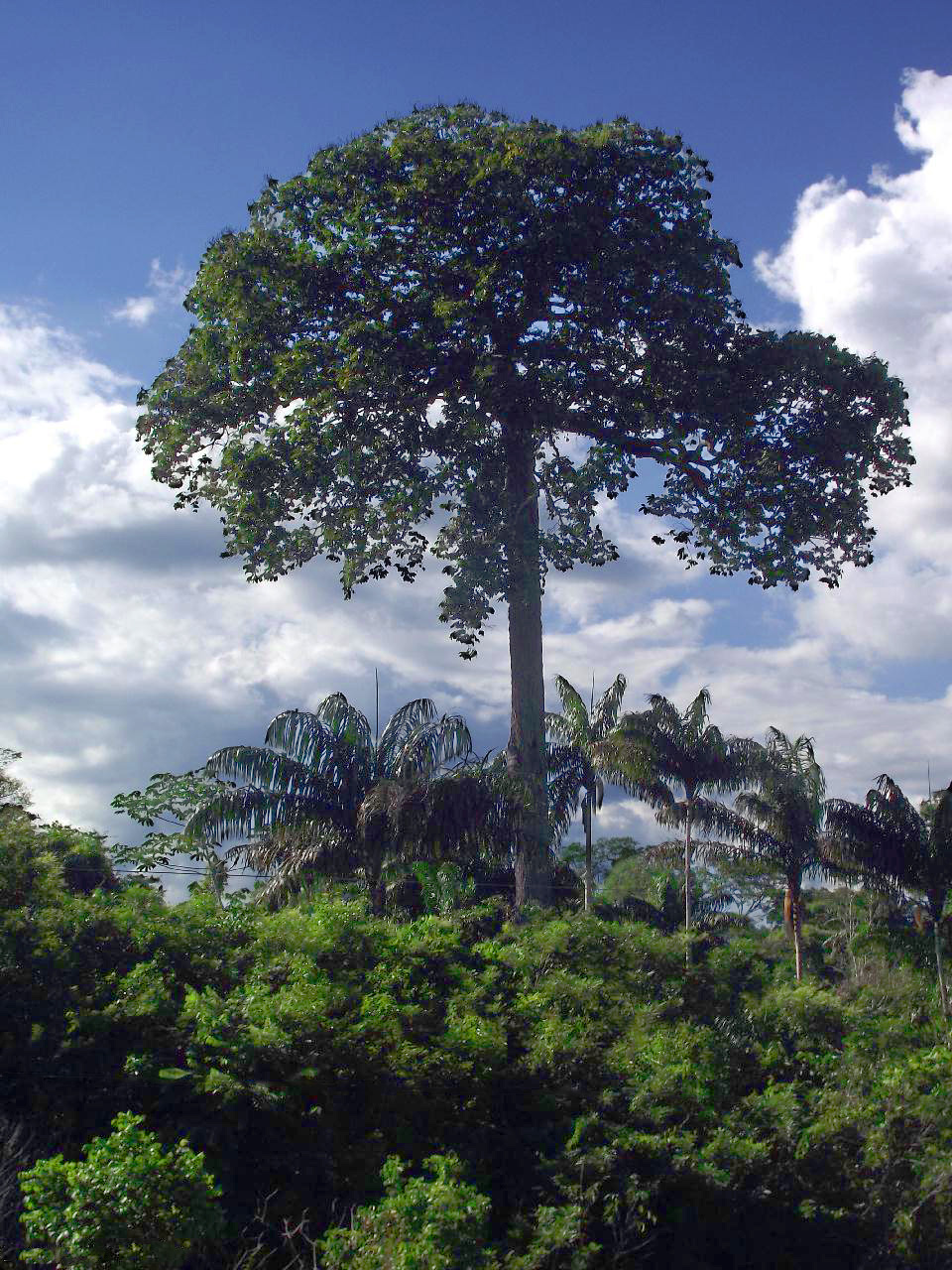
Castanheira perto de Marabá, no Pará.

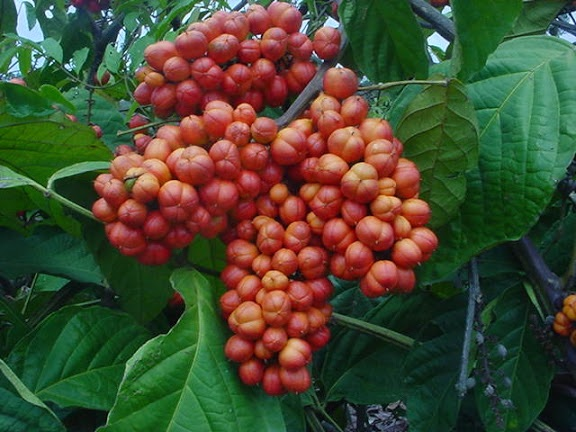
Guaraná em Ariquemes, Rondônia.

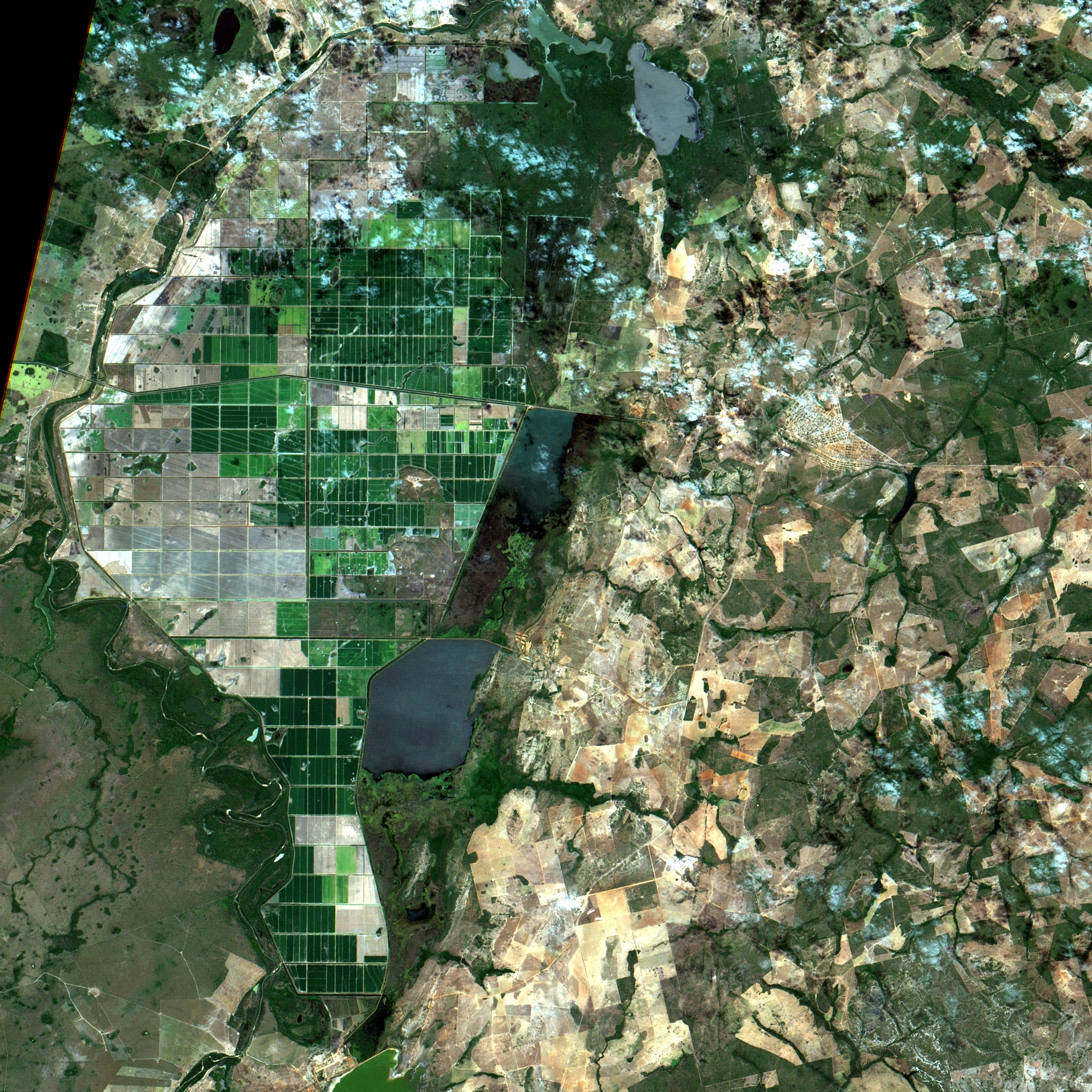
Arroz irrigado em Formoso do Araguaia, Tocantins.

Em relação à agricultura, o estado do Pará é o maior produtor nacional de mandioca, açaí, cacau, abacaxi, pimenta do reino, o 2º maior produtor nacional de limão e o 3º maior produtor de coco. Rondônia destaca-se na produção de café (maior produtor da região Norte e 5º maior do Brasil), cacau (2º maior produtor da região Norte e 3º maior do Brasil), feijão (2º maior produtor da região Norte), milho (2º maior produtor da região Norte), soja (2º maior produtor da região Norte), arroz (3º maior produtor da região Norte) e mandioca (4º maior produtor da região Norte). Têm crescido muito as plantações de soja. Outras culturas muito comuns na região são o guaraná, o cupuaçu e o maracujá.
Na produção de mandioca, o Brasil produziu um total de 17,5 milhão de toneladas do produto em 2019. O Pará foi o maior produtor nacional, com 3,7 milhão de toneladas produzidas. O Amazonas ficou em 5º lugar, com 876 mil toneladas. O Acre ficou em 9º com 628 mil toneladas. Rondônia em 11º, com 521 mil toneladas. No total, o Norte produziu 6,2 milhões de toneladas.
O Pará foi o 2º maior produtor nacional de limão em 2019, com 104 mil toneladas. Porém, quase toda a produção nacional é realizada em São Paulo, que produz 1,1 milhão de toneladas.
Em 2018, o Pará foi o maior produtor brasileiro de abacaxi, com 426 milhões de frutos colhidos em quase 19 mil hectares. Em 2017, o Brasil era o 3º maior produtor mundial (perto de 1,5 bilhão de frutos colhidos em cerca de 60 mil hectares). É a quinta fruta mais cultivada no País. O sudeste do Pará tem 85% da produção estadual: as cidades de Floresta do Araguaia (76,45%), Conceição do Araguaia (8,42%) e Salvaterra (3,12%) lideravam o ranking neste ano. Floresta do Araguaia também possui a maior indústria de suco concentrado da fruta do Brasil, exportando para os países da União Europeia, Estados Unidos e Mercosul. Tocantins foi o 5º maior produtor do país em 2019, com 85 milhões de frutos. Amazonas em 7º lugar, com 72 milhões de frutos.
Em 2019, o Pará produzia 95% do açaí no Brasil. O estado tem cerca de 50 empresas que comercializam mais de 1,2 milhão de toneladas do fruto para outros estados. O valor da comercialização passa de US$ 1,5 bilhão, cerca de 3% do PIB do estado. O segundo maior produtor de açaí do Brasil é o Amazonas (52 mil toneladas), seguido por Roraima (3,5 mil toneladas).
O Pará também é um dos maiores produtores brasileiros de coco. Em 2019, era o 3º maior produtor do país, com 191,8 milhões de frutos colhidos, perdendo apenas para a Bahia e o Ceará.
O Pará é o maior produtor brasileiro de pimenta-do-reino, com 34 mil toneladas colhidas em 2018.
A castanha do pará sempre foi um dos principais produtos do extrativismo do Norte do Brasil, com coleta no chão da floresta. Porém, nas últimas décadas, foi criado o cultivo comercial da castanheira. Já existem propriedades com mais de 1 milhão de pés de castanheira para produção em larga escala. As médias anuais de produção no Brasil variavam  entre 20 mil e 40 mil toneladas por ano em 2016.
Na produção de cacau, o Pará vem disputando com a Bahia a liderança da produção brasileira. Em 2017 o Pará obteve a liderança pela primeira vez. Em 2019, os paraenses colheram 135 mil toneladas de cacau, e os baianos, 130 mil toneladas. A área de cacau da Bahia é praticamente três vezes maior do que a do Pará, mas a produtividade do Pará é praticamente três vezes maior. Alguns fatores que explicam isto são: as lavouras da Bahia são mais extrativistas, e as do Pará tem um estilo mais moderno e comercial, além dos paraenses usarem sementes mais produtivas e resistentes, e à sua região propiciar resistência à vassoura-de-bruxa. Rondônia é o 3º maior produtor de cacau do país, com 18 mil toneladas colhidas em 2017.
O Amazonas é o 2º maior produtor brasileiro de guaraná. Em 2017, a produção brasileira foi de perto de 3,3 milhões de toneladas. A Bahia colheu 2,3 milhões (principalmente na cidade de Taperoá), o Amazonas 0,7 milhões (principalmente nas cidade de Maués, Urucará e Borba) e o resto do país, 0,3 milhões. Apesar da fruta ser originária da Amazônia, desde 1989 a Bahia vence o Amazonas em volume de produção e produtividade de guaraná, pelo fato do solo da Bahia ser mais propício, além da ausência de doenças na região. Os mais famosos usuários do produto, porém, adquirem 90% a 100% do seu guaraná da região amazônica, como a AMBEV e a Coca Cola. Os preços do guaraná baiano são bem abaixo dos de outros Estados, mas as isenções fiscais da Sudam levam a indústria de bebidas a preferir adquirir as sementes no Norte, o que ajuda a manter o maior valor agregado do guaraná amazônico. Já as indústrias farmacêuticas e os importadores compram mais guaraná da Bahia, devido ao preço.
Na soja, Tocantins, Pará e Rondônia se destacam. Na safra 2019, Tocantins colheu 3 milhões de toneladas, Pará 1,8 milhão, e Rondônia 1,2 milhão. A produção vem em constante crescimento nos estados do Norte.
No milho, o estado do Tocantins colheu perto de 1 milhão de toneladas em 2019.
Em 2019, o Tocantins foi líder na produção de arroz na região Norte, tornando-se o terceiro maior produtor do Brasil. Colheram mais de 670 mil toneladas na safra 2016/2017.
Em 2018, o Pará ocupou a 6ª posição nacional na produção de banana, com 423 mil toneladas do produto.
A agricultura comercial concentra-se nos seguintes estados:
- Amazonas: Na agricultura destaca-se como o maior produtor de castanha-da-amazônia[60] e juta do Brasil,[61] além da produção em larga escala de acaí, guaraná, batata-doce, café, cana-de-açúcar, mamão, melancia, malva, mandioca, maracujá, etc.[62] Vale destacar que o estado é o mais preservado da bacia amazônica, onde cumpre uma série de acordos de desenvolvimento sustentável.[63]
- Pará: Na região próxima a Belém, onde se pratica a policultura, que abastece a grande capital nortista, e a fruticultura. A pimenta-do-reino, cujo cultivo se iniciou com a chegada dos imigrantes japoneses, é outro importante produto da região.
- Rondônia: A partir da década de 1970 atraiu agricultores do centro-sul do país, estimulados pelos projetos de colonização e reforma agrária do governo federal e da disponibilidade de terras férteis e baratas. O desenvolvimento das atividades agrícolas trouxe uma série de problemas ambientais e conflitos fundiários. Por outro lado, transformou a área em uma das principais fronteiras agrícolas do país e uma das regiões mais prósperas e produtivas do Norte brasileiro. Atualmente o estado destaca-se na produção de café (maior produtor da Região Norte e 6.º maior do Brasil), cacau (2.º maior produtor da Região Norte e 3.º maior do Brasil), feijão (2.º maior produtor da Região Norte), milho (2.º maior produtor da região Norte), soja (2.º maior produtor da região Norte), arroz (3.º maior produtor da região Norte) e mandioca (4.º maior produtor da região Norte). Até mesmo a uva, fruta pouco comum em regiões com temperaturas elevadas, é produzida em Rondônia, mais precisamente no sul do estado (produção de 224 toneladas em 2007). Apesar do grande volume de produção e do território pequeno para os padrões da região. Rondônia ainda possui mais de 60% de seu território totalmente preservado,[carece de fontes?] de acordo com dados do Instituto Nacional de Pesquisas Espaciais - INPE, tendo alcançado uma redução de 72% nos índices de desmatamento entre 2004 e 2008;
- Tocantins: onde a correção do solo ácido com calcário e fertilizantes garante uma expressiva monocultura de soja.

Acredita-se que o estado do Acre, onde há vastas áreas de solos férteis, se torne a próxima fronteira agrícola da região. Cientistas e ecologistas temem que tal fato se concretize, pois a devastação da floresta, como já ocorreu em outros estados da Amazônia Legal, como Mato Grosso, Pará, Tocantins, Maranhão e Rondônia, seria inevitável. Uma medida apontada como eficaz para evitar a reincidência de tais problemas seria a aplicação rigorosa da legislação ambiental na região.

#### Pecuária

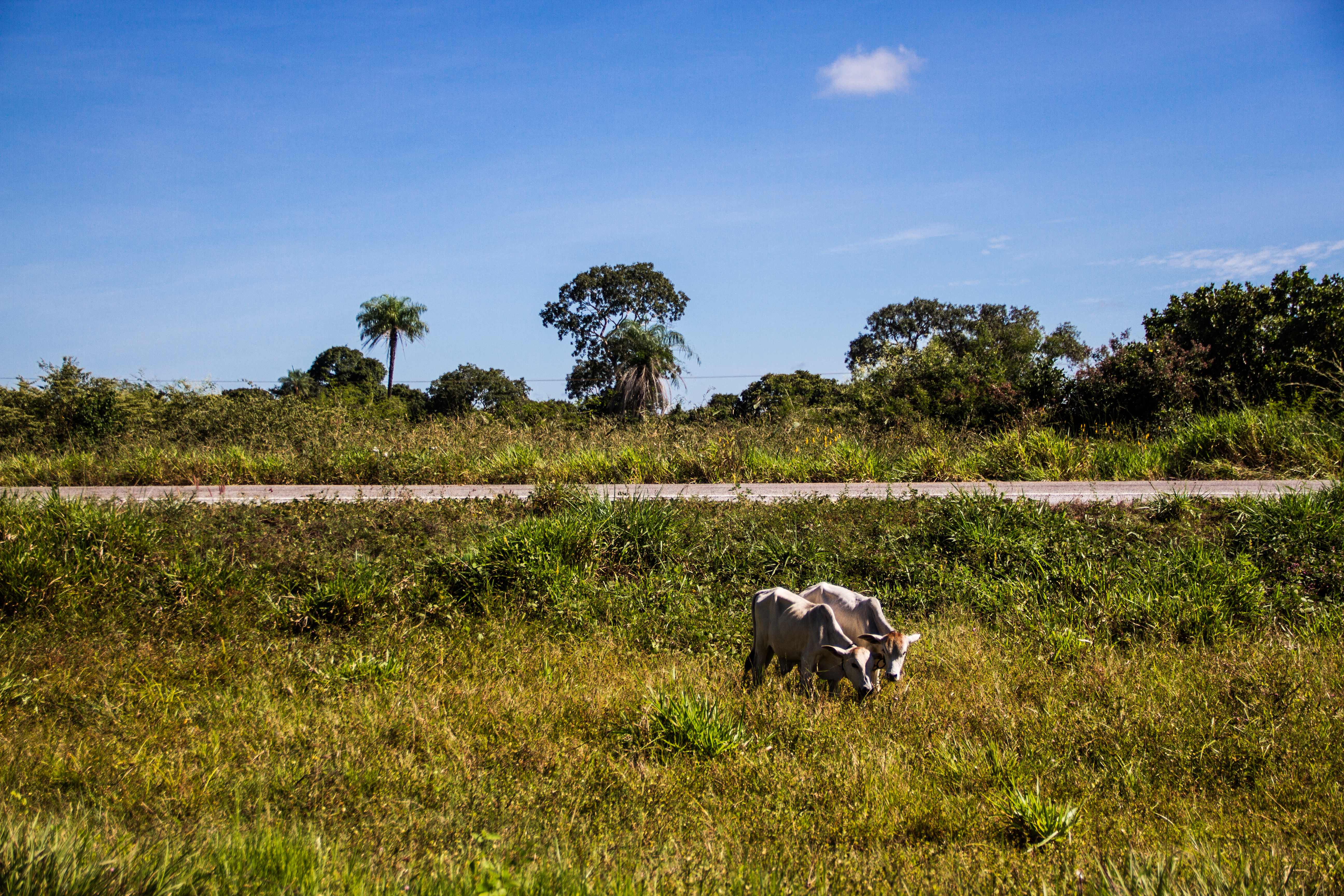
Gado bovino no Tocantins

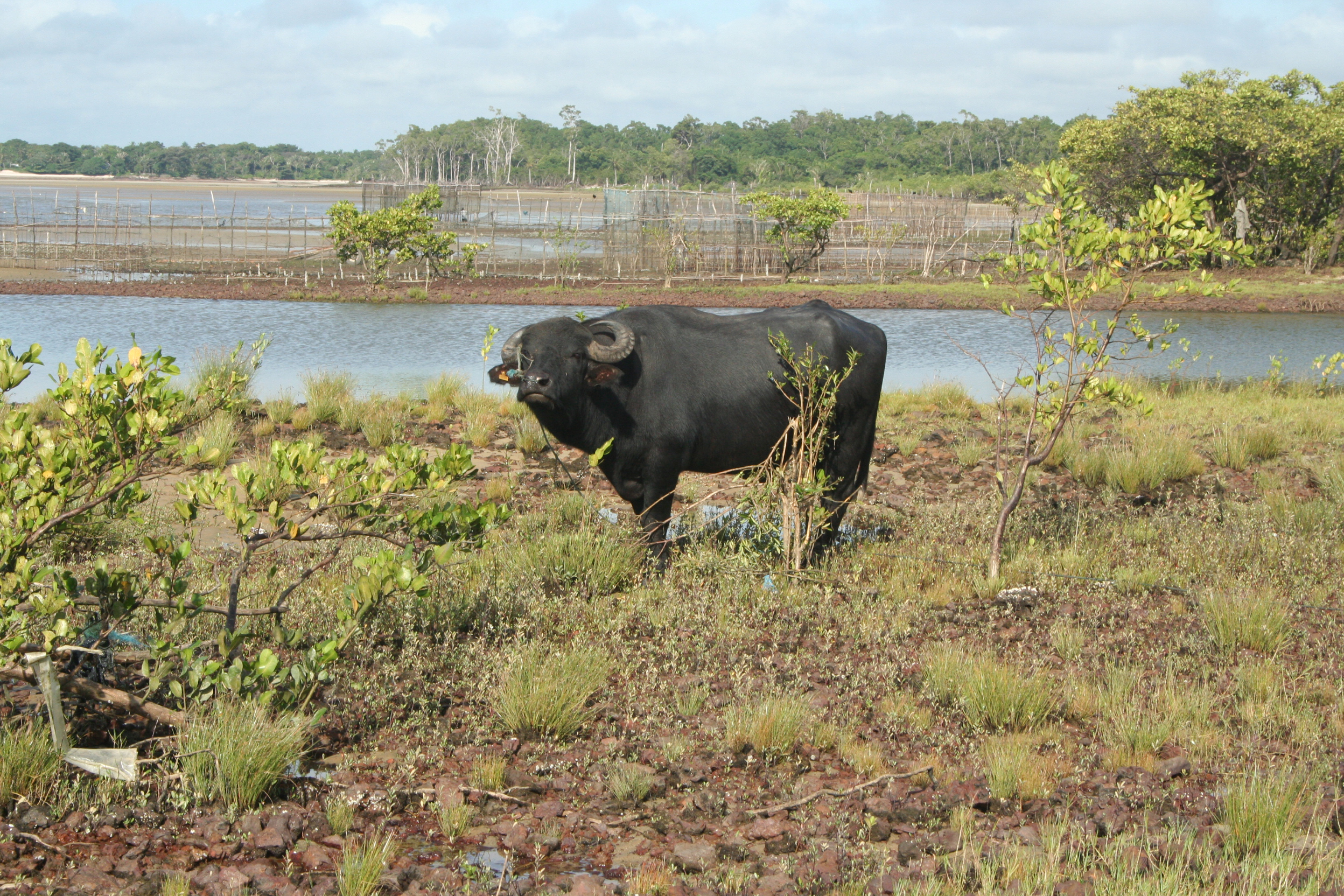
Búfalo na ilha de Marajó.

A paisagem predominante na região Norte — a grande Floresta Amazônica — não é propícia à criação de gado. Apesar disso, a implantação de projetos agropecuários vem estimulando essa atividade ao longo das rodovias Belém–Brasília e Brasília–Rio Branco, principalmente devido à facilidade de contato com os mercados do Sudeste e Centro-Oeste. A pecuária praticada é do tipo extensivo e voltada quase que exclusivamente para a criação de bovinos. Grandes transnacionais aplicam vultosos capitais em imensas propriedades ocupadas por essa atividade.
Há um dado negativo, entretanto, pois, de todas as atividades econômicas, a mais prejudicial à floresta é a pecuária, porque requer a devastação de grandes trechos da mata. A substituição da floresta por pastagens aumenta a temperatura local e diminui a pluviosidade, levando, em última instância, à desertificação das áreas de criação. As áreas destinadas a essa atividade permanecem produtivas por período de tempo reduzido, devido à baixa tecnologia utilizada na maioria dos empreendimentos pioneiros.
O Amazonas destaca-se na produção em larga escala de pescado, como alevinos, matrinxã, pirarucu, tambaqui, entre outros. A criação de bovinos destaca-se nos municípios de Autazes, Humaitá e Itacoatiara. Em Roraima e na ilha de Marajó, onde se encontra o maior rebanho de búfalos do país.
Atualmente, a Região Norte possui um rebanho bovino de aproximadamente 38 milhões de cabeças de gado, sendo que 89% desse total encontra-se em apenas três estados, Pará (15 milhões de cabeças), Rondônia (11 milhões de cabeças) e Tocantins (7 milhões de cabeças). Em 2008, o estado de Rondônia foi o 5.º maior exportador de carne bovina do país, de acordo com dados da Abrafrigo (Associação Brasileira de Frigoríficos), superando estados tradicionais, como Minas Gerais, Rio Grande do Sul, Paraná e Santa Catarina.
Além da pecuária de corte, a pecuária leiteira também se destaca na região, com uma produção total em 2007 de cerca de 1,7 bilhão de litros de leite, sendo que 93% desse total foi produzido em apenas três estados, Rondônia (708 milhões de litros), Pará (643 milhões de litros) e Tocantins (213 milhões de litros).

#### Extrativismo
Extrativismo vegetal
Essa atividade, que já foi a mais expressiva da Região Norte, perdeu importância econômica nos últimos anos. Atualmente a madeira é o principal produto extrativo da região, a produção se concentra nos estados do Pará, Amazonas e Rondônia. A borracha já não representa a base econômica da região, como foi no século XX, apesar de ainda estar sendo produzida nos estados: Amazonas, Acre e Rondônia. Como consequência do avanço das áreas destinadas a agropecuária, tem ocorrido uma grande redução das áreas dos seringais.
Extrativismo animal

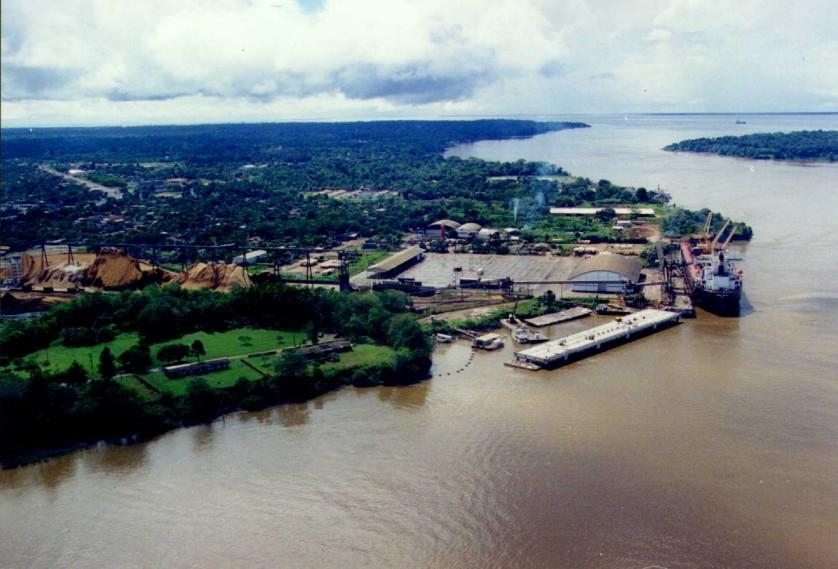
O Porto de Santana está localizado no município de Santana, no Amapá, onde serve para o embarque de minério de ferro e manganês.

O extrativismo animal, representado pela caça e pesca, também é praticado na região. Possuindo uma fauna extremamente rica, a Amazônia oferece grande variedade de peixes — destacando-se o tucunaré, peixe-boi, o tambaqui e o pirarucu —, bem como tartarugas e um sem-número de outras espécies. O produto dessa atividade, geralmente, vem completar a alimentação do habitante do Norte, juntando-se em sua mesa ao arroz, à abóbora, ao feijão, ao milho, à banana etc.
Extrativismo mineral

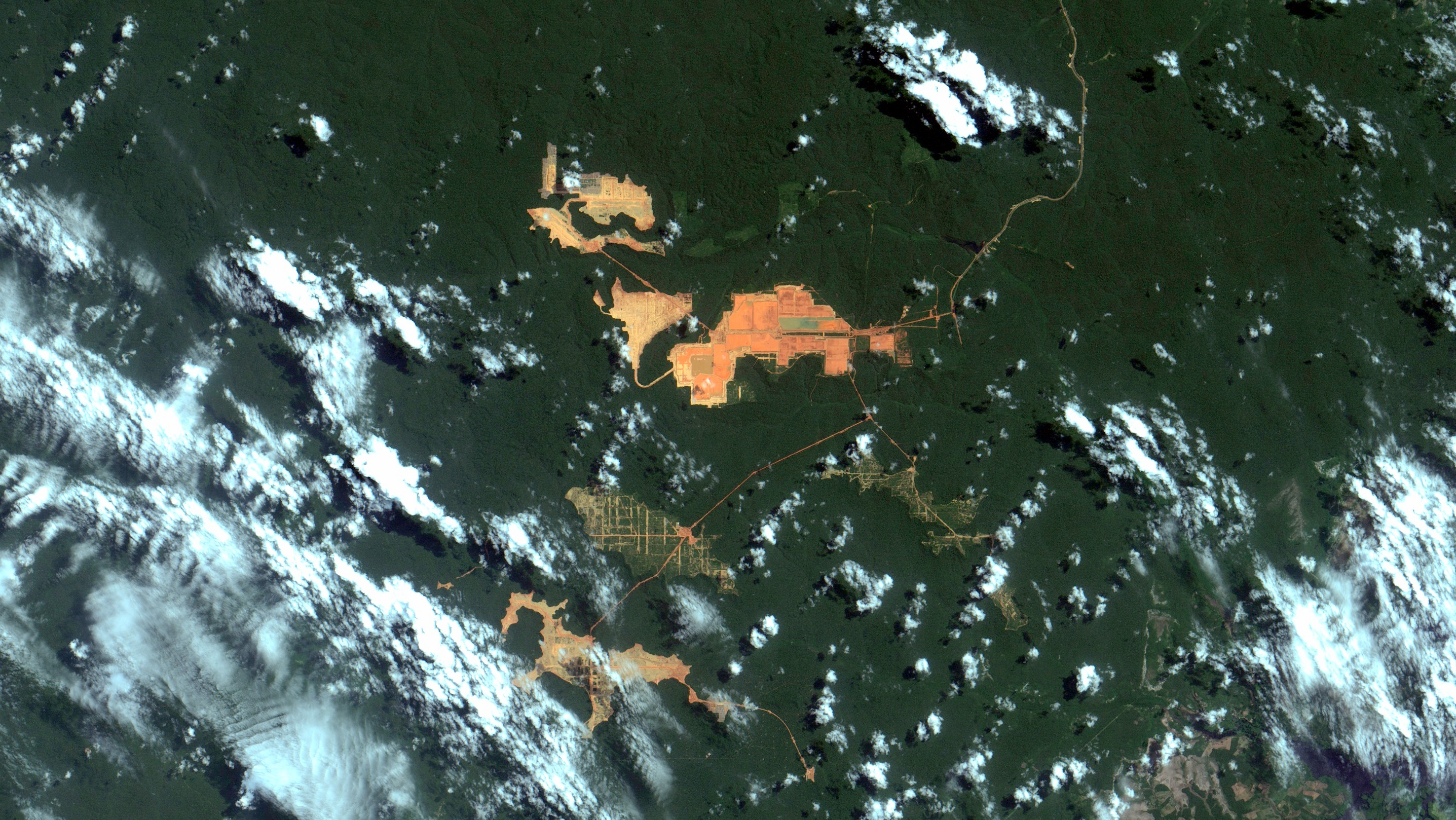
Extração de bauxita no Pará

O extrativismo mineral baseia-se na prospecção e extração de minerais metálicos, como ouro, na serra pelada, diamantes, alumínio, estanho, ferro em grande escala na serra dos Carajás, estado do Pará e manganês e níquel, noroeste do Pará, encontra-se a mineração Rio do Norte (bauxita), na serra do Navio, estado do Amapá; e extração de minerais fósseis, como o petróleo e o gás natural do campo de Urucu, no estado do Amazonas, no município de Coari, o que o tornam o terceiro maior produtor de petróleo do Brasil. No distrito de Bom Futuro, em Ariquemes - RO encontra-se a maior mina de cassiterita a céu aberto do mundo; em Espigão D'Oeste - RO, encontra-se uma mina de diamantes propriedade dos índios Cinta Larga.
No ano de 2017, em termos de produção comercializada em toda a Região Norte, no setor de minério de ferro, o Pará foi o 2º maior produtor nacional, com 169 milhões de toneladas (dos 450 milhões produzidos pelo país), a um valor de R$ 25,5 bilhões. O Amapá produziu 91,5 mil toneladas. No cobre, o Pará produziu quase 980 mil toneladas (das 1,28 milhões de toneladas do Brasil), a um valor de R$ 6,5 bilhões. No alumínio (bauxita), o Pará realizou quase toda a produção brasileira (34,5 de 36,7 milhões de toneladas) a um valor de R$ 3 bilhões. No manganês, o Pará realizou grande parte da produção brasileira (2,3 de 3,4 milhões de toneladas) a um valor de R$ 1 bilhão. No ouro, o Pará foi o 3º maior produtor brasileiro, com 20 toneladas a um valor de R$ 940 milhões. O Amapá produziu 4,2 toneladas a um valor de R$ 540 milhões. Rondônia produziu 1 tonelada a um valor de R$ 125 milhões. No níquel, Goiás e Pará são os 2 únicos produtores do país, sendo o Pará o 2º em produção, tendo obtido 90 mil toneladas a um valor de R$ 750 milhões. Já no estanho, o estado de Rondônia foi o 2º maior produtor (10,9 mil toneladas, a um valor de R$ 333 milhões) e o Pará o 3º maior produtor (4,4 mil toneladas, a um valor de R$ 114 milhões).Também houve produção de nióbio (em forma de columbita-tantalita) em Amazonas (8,8 mil toneladas a R$ 44 milhões) e Rondônia (3,5 mil toneladas a R$ 24 milhões), e zinco em forma bruta em Rondônia (26 mil toneladas a R$ 27 milhões). O Pará teve 42,93% do valor da produção mineral comercializada do Brasil, com quase R$ 38 bilhões, o Amapá teve 0,62% do valor, com R$ 551 milhões, Rondônia teve 0,62% do valor, com R$ 544 milhões, o Amazonas teve 0,45% do valor com R$ 396 milhões, e o Tocantins teve 0,003% do valor com R$ 2,4 milhões.

### Setor secundário

#### Indústria
A Região Norte concentra 7,3% do PIB industrial do país, conforme dados de 2018 da Confederação Nacional da Indústria (CNI). A concentração é maior nos estados do Pará e Amazonas, que registram participação de 3,7% e 2,2%, respectivamente. Rondônia detém 0,7% do PIB industrial nacional enquanto o Tocantins participa em 0,4%. Acre, Amapá e Roraima participam em 0,1% cada um.
Não há uma verdadeira economia industrial na Amazônia. Existem, isto sim, algumas poucas indústrias isoladas, geralmente de beneficiamento de produtos agrícolas ou do extrativismo. As únicas exceções a esse quadro ocorrem em Manaus, onde a isenção de impostos, administrada pela Superintendência da Zona Franca de Manaus (SUFRAMA) mantém mais de 600 indústrias nos segmentos de eletroeletrônico, duas rodas, naval, mecânico, metalúrgico e termoplástico, entre outros, que geram mais de meio milhão de empregos diretos e indiretos. Entretanto, apesar de empregar expressiva parcela da mão de obra local, também foi implantado o Centro de Biotecnologia da Amazônia, através do qual é possível explorar as matérias-primas regionais. Na maioria são filiais de grandes indústrias eletrônicas, quase sempre de capitais transnacionais, que produzem aparelhos eletrônicos, motocicletas, relógios, aparelhos de ar-condicionado, CDs e DVDs, suprimentos de informática e outros, com componentes trazidos de fora da região. E também polos industriais na Região Metropolitana de Belém, em Marabá e Barcarena(polos metal-mecânicos) em Porto Velho e em Santana (Amapá).

#### Polo Industrial de Manaus

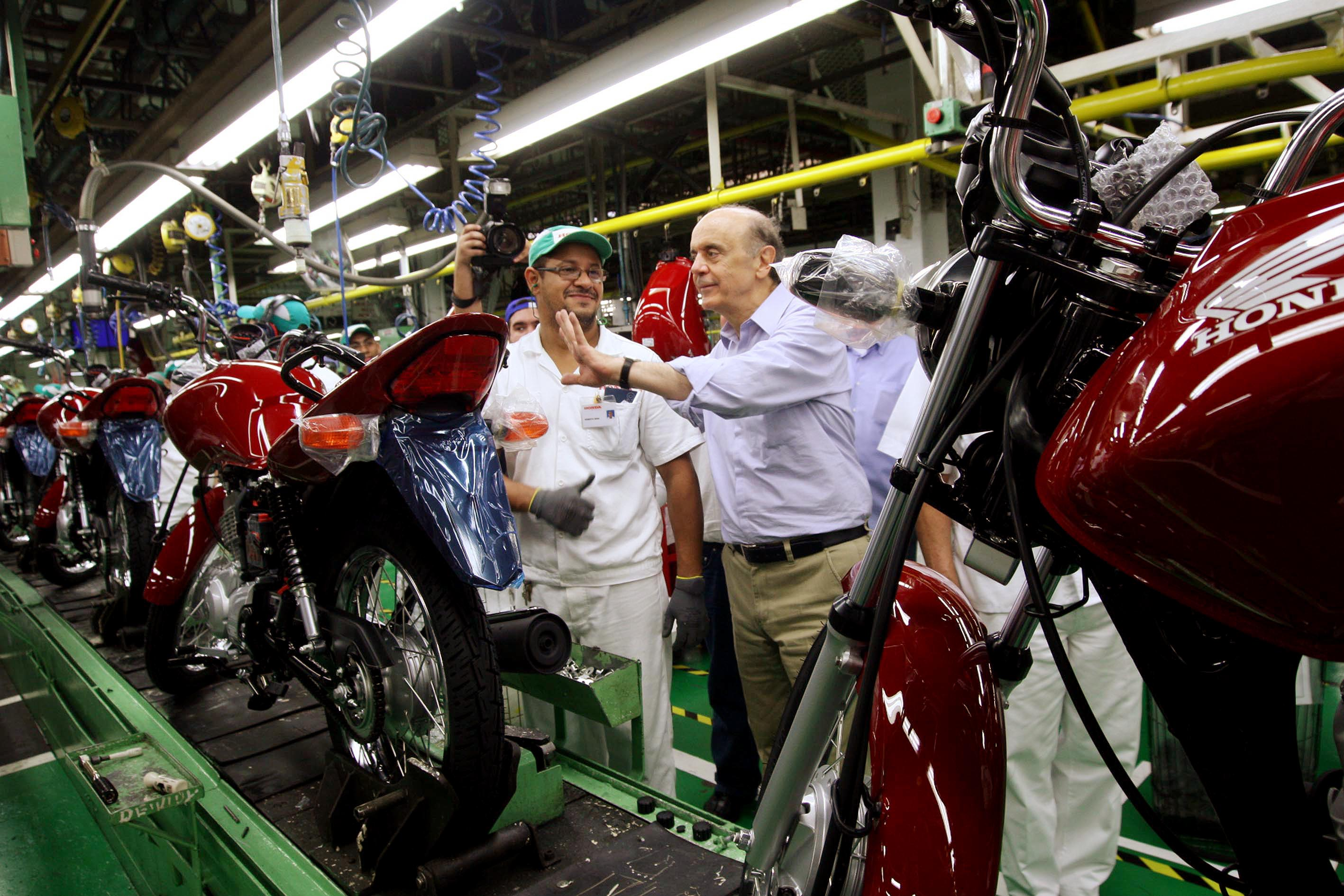
José Serra visita a linha de produção da Honda no Polo Industrial de Manaus.

Quando a Zona Franca de Manaus foi implantada, em 1967, por um decreto do então presidente Castelo Branco, o objetivo era atrair para a Amazônia indústrias que baixassem o custo de vida e trouxessem o progresso para a região. Pensava-se em implantar uma espécie de "porto livre", em que as importações fossem permitidas. Nas vitrines da Zona Franca de Manaus, os numerosos turistas de várias partes do mundo encontravam o que havia de mais moderno nas nações industrializadas em matéria de televisores, aparelhos de som, óculos, calculadoras, filmadoras, enfim, todos os objetos de consumo ambicionados pela classe média. Manaus parecia ter encontrado um substituto para a borracha que, no século XIX, a tornara uma das cinco cidades mais ricas do mundo. Entretanto, durante a década de 1980, a livre importação foi restringida pelo governo, mais interessado em proteger a indústria nacional. Assim, grande parte dos atrativos da Zona Franca desapareceram, fato que se somava à grande distância de Manaus dos grandes centros consumidores do centro-sul do país.
Porém o saldo é positivo. Se, por um lado, houve um decréscimo na atividade comercial e a infra-estrutura turística montada na época da opulência (hotéis e transportes) teve que procurar alternativas de utilização, por outro, a Zona Franca cumpriu o seu papel — existe hoje o Polo Industrial de Manaus (PIM), o Polo Agropecuário e o Polo de Biotecnologia, que se revelam promissores para a economia local.

#### Energia

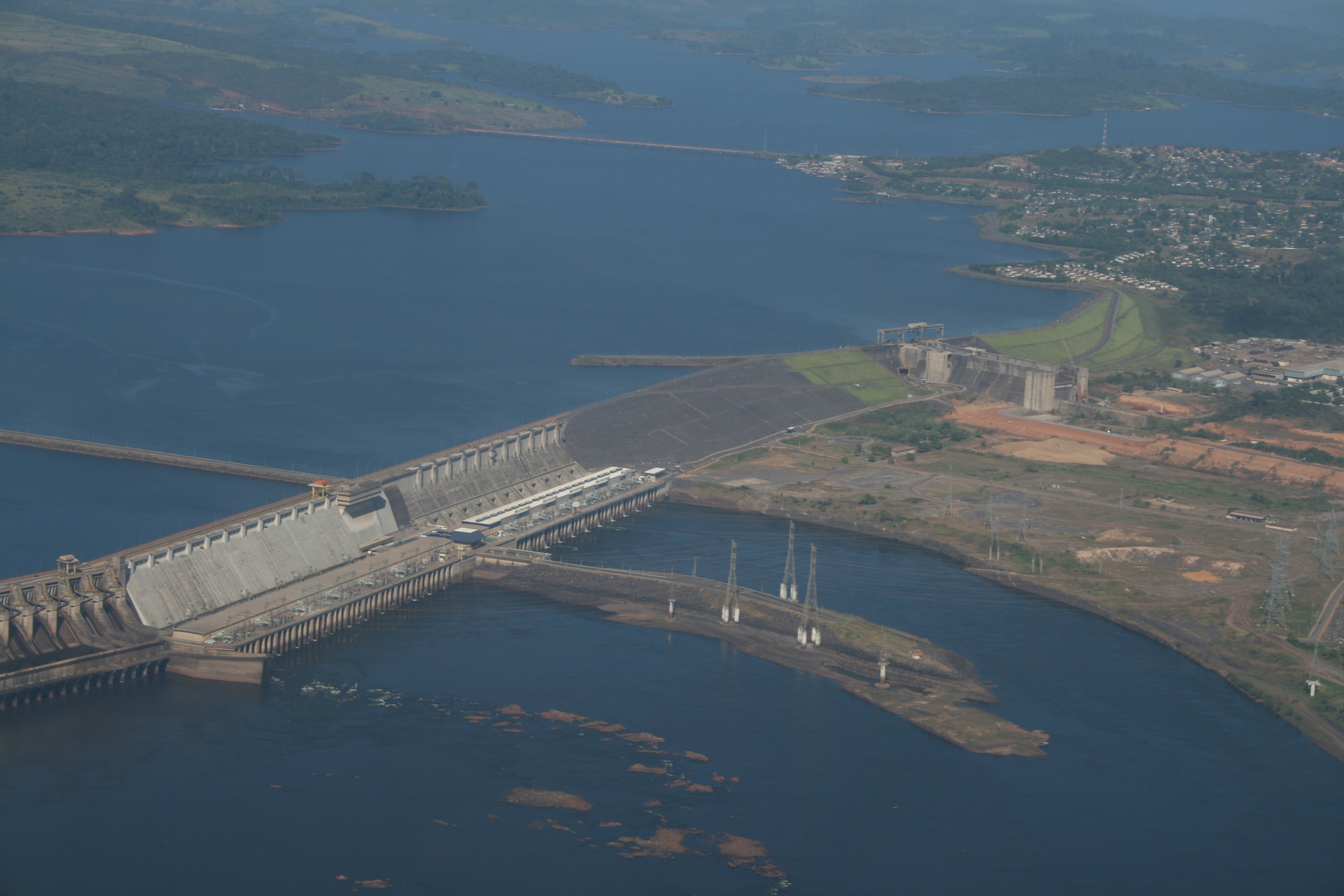
Usina Hidrelétrica de Tucuruí, no Pará, a maior usina hidroelétrica brasileira em potência instalada.

A maior parte dos rios da Região Norte são de planície, embora haja muitos outros que oferecem grande possibilidade de aproveitamento hidrelétrico. Atualmente, além da gigantesca Tucuruí, das usinas do rio Araguari (Amapá), de Santarém (Pará) e de Balbina, construída para suprir Manaus, o Norte conta com hidrelétricas em operação nos rios Xingu, Madeira, Tocantins, Jari,Teles Pires, Curuá-Una, Jatapu, existindo ainda várias usinas hidrelétricas e térmicas em projeto e construção.
Descoberta em 1986, a Província Petrolífera de Urucu está próxima ao rio homônimo, no município de Coari, a 650 km da capital Manaus. Trata-se da maior reserva provada terrestre de petróleo e gás natural do Brasil. É produzido, diariamente, em média, 40 mil barris de óleo de ótima qualidade. O Gasoduto Urucu-Coari-Manaus iniciou as operações em 2009 e tem capacidade de transportar 5,5 milhões de metros cúbicos/dia. Os dutos ligam as unidades de produção localizadas no Pólo Arara, em Urucu, até a cidade de Manaus. A extensão deste caminho é de 663,2 km (trecho Urucu - Manaus), além de um total de 139,3 km em nove ramais para Coari. O gás natural transportado neste gasoduto chega às usinas Manauara, Tambaqui, Jaraqui, Aparecida, Mauá, Cristiano Rocha e Ponta Negra - Urucu-Coari-Manaus. Nelas ele gera 760 MW de energia elétrica.
De qualquer modo, a energia abundante constitui o primeiro passo para a industrialização e oferece boas perspectivas à região. Roraima é o único estado que não está conectado Sistema Interligado Nacional, utilizando energia hidrelétrica importada da Venezuela e usinas térmicas, embora haja projetos para aumentar a oferta de energia.
Em 1978, começaram a ser construídas usinas hidrelétricas na região. Atualmente várias estão concluídas, e muitas outras projetadas. Entre as que estão em funcionamento estão: Tucuruí, Belo Monte, Teles Pires, São Manoel, Sítio Pimental, Santo Antônio do Jari e Curuá-Una, no Pará; Balbina, no Amazonas; Samuel, Santo Antônio e Jirau, em Rondônia; Coaracy Nunes, Cachoeira Caldeirão, Ferreira Gomes, no Amapá; São Salvador, Lajeado, Peixe Angical, em Tocantins; Estreito, na divisa entre Maranhão e Tocantins.
A UHE – Lajeado é a primeira hidrelétrica brasileira privada, construída com auxílio financeiro público, erguida com total desrespeito à população atingida: índios xerete, ribeirinhos e camadas pobres de Palmas, Porto Nacional e região em Tocantins.
No Rio Madeira, em Rondônia, as usinas hidrelétricas de Santo Antônio e Jirau juntas tem uma capacidade instalada de 6 450 MW, cerca de metade da energia gerada pela UHE de Itaipu. As usinas são apontadas pelos especialistas da área como uma solução para os problemas de racionamento de energia do país. Apesar da polêmica criada em torno das obras por parte de ambientalistas e organizações não governamentais, as usinas foram as primeiras da Amazônia a utilizar o sistema de turbinas tipo "bulbo", o que não requer grandes volumes de água, uma vez que as turbinas serão acionadas pela correnteza do rio e não pela queda d'água. Com isso, o coeficiente de eficiência energética das usinas será superior, por exemplo, ao da UHE de Itaipu, considerada um modelo para o setor.

### Ciência e tecnologia

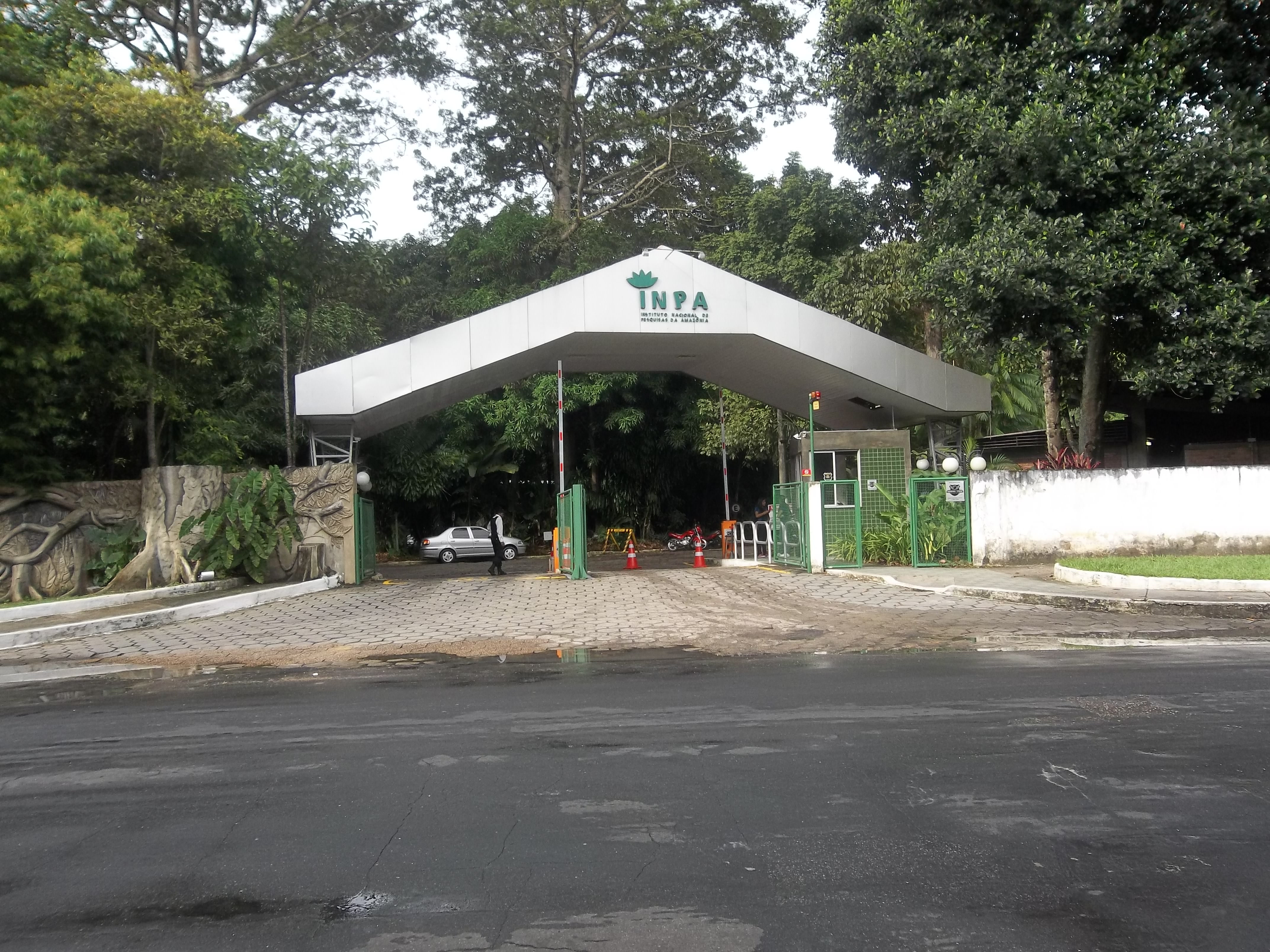
Sede do Instituto Nacional de Pesquisas da Amazônia, em Manaus.

A região abriga o Sidia Instituto de Ciência e Tecnologia, considerado o maior instituto de ciência e tecnologia do Brasil, localizado na cidade de Manaus. Também abriga o Instituto Nacional de Pesquisas da Amazônia (INPA), o Centro de Biotecnologia da Amazônia (CBA), entre outros. A região é representada por grandes universidades, como a Universidade Federal do Amazonas (UFAM) e Universidade Federal do Pará (UFPA). Ambas colocadas entre as 100 melhores universidades do Brasil, de acordo com ranking de universidades elaborado pelo jornal Folha de S.Paulo em 2019.

### Transportes
Todos os estados da região Norte — com exceção do Amapá — estão conectados via rodoviária. Manaus é um dos maiores centros de movimentação de cargas no país e é servida pelo transporte rodoviário federal. Existe a BR-174 que liga Manaus a Boa Vista e a partir daí liga a região ao Caribe, através da Venezuela, e também a BR-319, mais conhecida como Manaus–Porto Velho.
Boa parte das rodovias existentes na região foram construídas nos anos 1960 e 1970, com o intuito de integrar essa região às outras regiões do país. Como exemplo, tem-se a rodovia Transamazônica, a rodovia Belém–Brasília e a BR-364 (Cuiabá–Porto Velho–Rio Branco).
A Hidrovia do Amazonas é o principal caminho de escoamento de cargas, responsável por cerca de 65% do total transportado na região. O Rio Amazonas permite a navegação de navios de grande porte, ligando os portos de cidades como Tabatinga (AM), Tefé (AM), Coari (AM), Manacapuru (AM), Manaus  (AM), Itacoatiara (AM), Parintins (AM), Santarém (PA), Macapá (AP) e Belém (PA).
Em relação à malha ferroviária, duas ferrovias possuem destaque: A Estrada de Ferro Carajás, com um ramal em Parauapebas, e outro em Canaã dos Carajás, no estado do Pará, até São Luís, capital do estado do Maranhão (Região Nordeste), que escoa os minerais extraídos na serra dos Carajás até os portos de Itaqui e Ponta da Madeira, além de realizar transporte de passageiros e cargas como soja, celulose e combustível, pela conexão com a Ferrovia Norte-Sul; e a Estrada de Ferro Amapá, que transporta o manganês e o níquel, extraídos na serra do Navio até o porto de Santana, em Macapá, capital do estado do Amapá.
A Estrada de Ferro Trombetas, pertencente a VALE, opera no estado do Pará, transportando bauxita. A Estrada de Ferro Juruti, de propriedade da Alcoa, fica junto à mina de bauxita localizada na cidade de Juruti (PA). A Estrada de Ferro Jari, no Pará, transporta celulose e bauxita. A Ferrovia Norte-Sul tem o projeto de interligar o Pará e o Rio Grande do Sul.
Por via aérea, destacam-se os aeroportos internacionais de Belém e Manaus. São os maiores e mais movimentados da região Norte, com vários destinos domésticos e internacionais.

#### Turismo
Por ser uma região pouco habitada e de ocupação mais tardia, o ecossistema regional encontra-se preservado, o que propicia as atividades de ecoturismo.
As cidades que recebem o maior número de turistas são:
| - Manaus - Parintins - Boa Vista - Rio Branco - Itacoatiara - Iranduba - Maués - Presidente Figueiredo | - Belém - Santarém - Macapá - Porto Velho - Palmas - Salinópolis - Marabá - Bragança |

Manaus foi uma das primeiras cidades brasileiras a possuir o AmazonBus, veículo oferecido aos turistas que visitam à cidade aos moldes de veículos turísticos que já operam em cerca de setenta cidades turísticas do exterior. O AmazonBus percorre 40 pontos turísticos da capital amazonense. Dentre os incluídos no roteiro, estão o Teatro Amazonas e a Praia da Ponta Negra.

## Cultura

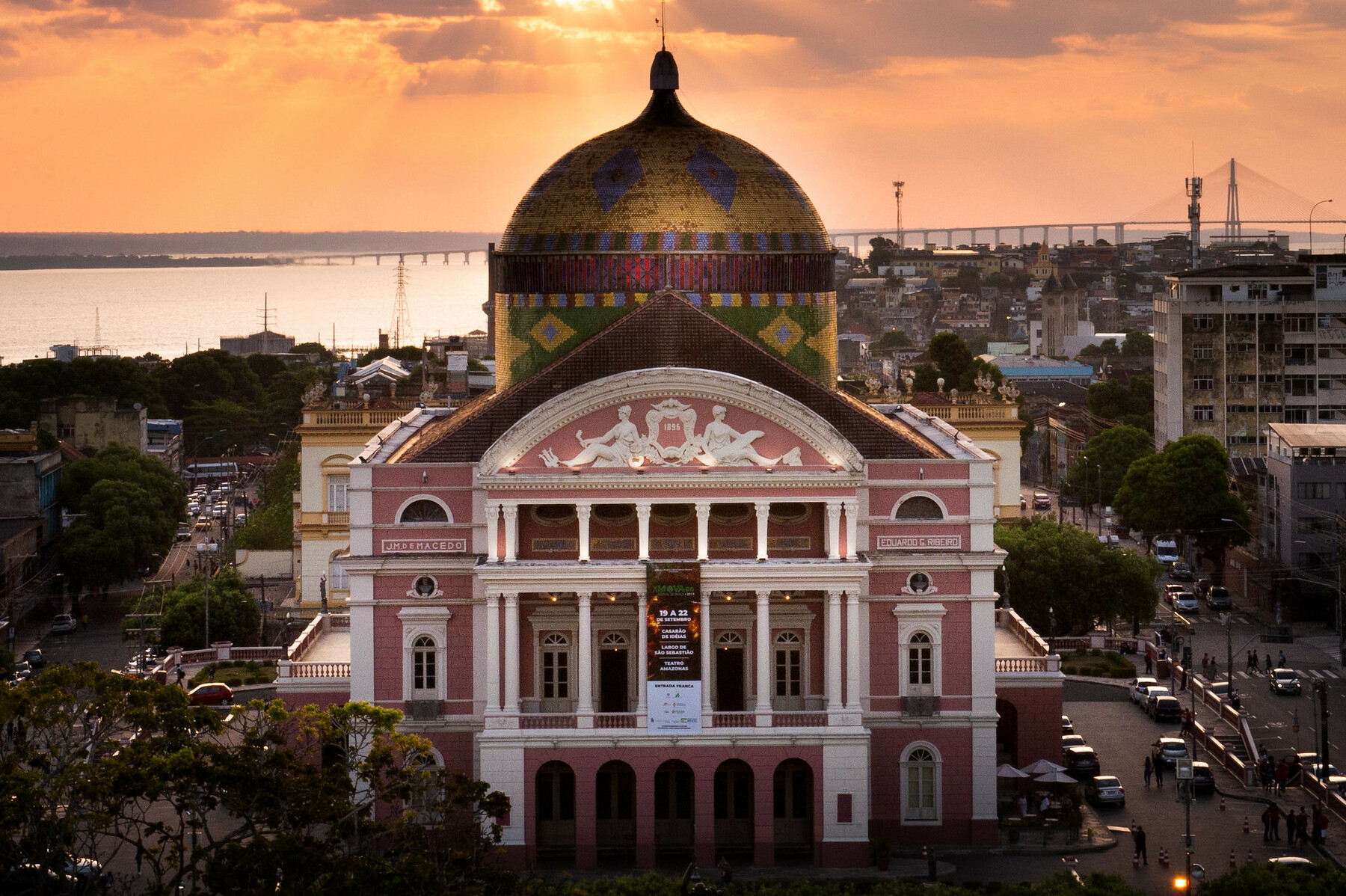
O ciclo da borracha converteu as cidades amazônicas em prósperos centros econômicos e culturais. Na foto: o Teatro Amazonas, na cidade de Manaus.

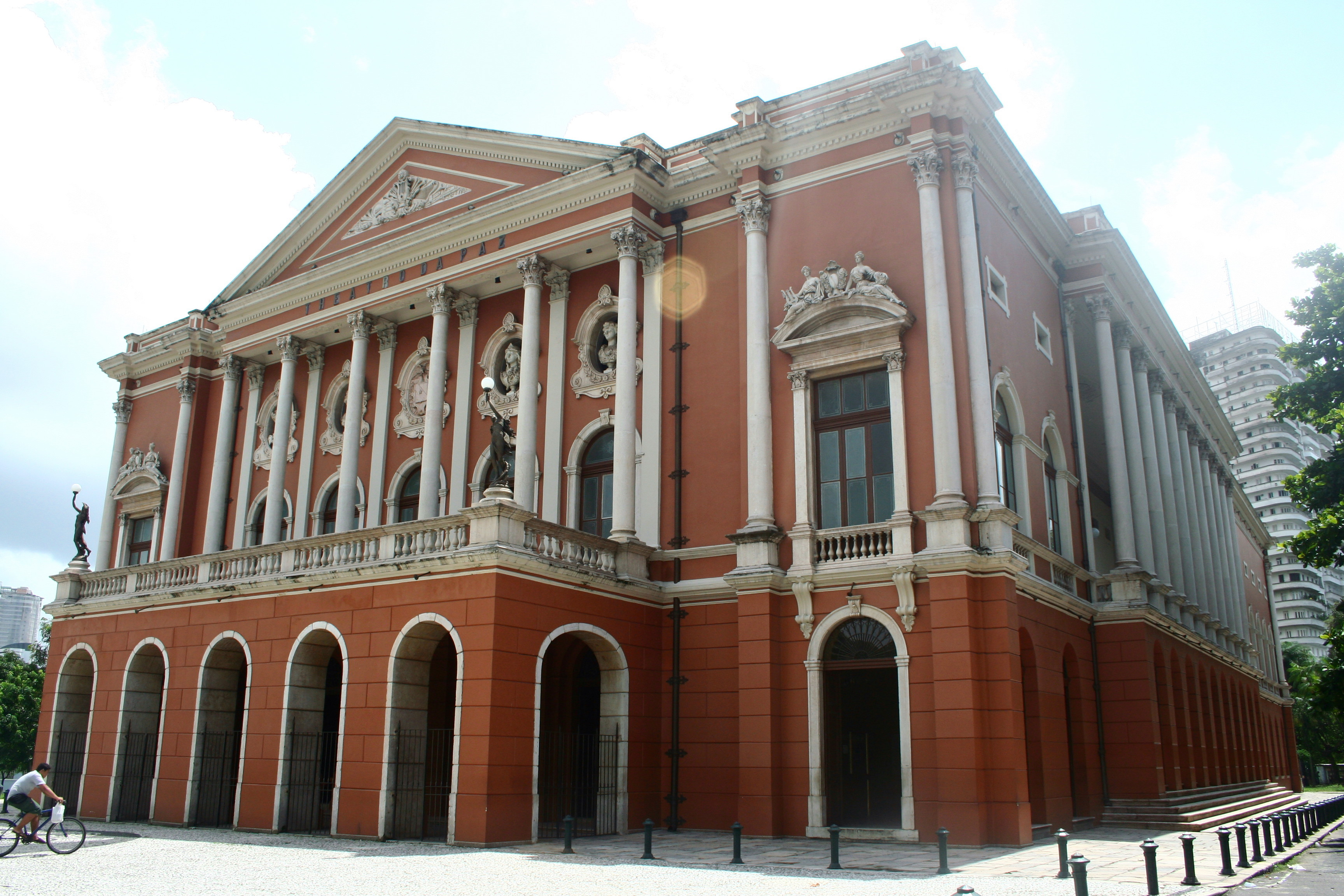
Theatro da Paz na cidade de Belém.

Com folclore próprio, as grandes atrações são o Festival Folclórico de Parintins, o Círio de Nazaré, em Belém/PA, o Çairé, em Santarém/PA e as danças típicas, Marujada, Carimbó e Cirandas, como Samba lelê e outros.
Na região estão alguns dos teatros mais belos do Brasil, que são: Teatro Amazonas, localizado em Manaus e o Theatro da Paz, localizado em Belém. Uma mistura da arte barroca, rococó e outras artes além de ser o principal  símbolo do áureo da borracha, na época em que Manaus e Belém eram as localidades mais ricas do Brasil.

### Literatura
- José Veríssimo
- Inglês de Sousa
- Dalcídio Jurandir
- Antônio Tavernard
- Benedicto Monteiro
- Milton Hatoum
- Thiago de Mello

### Culinária
A cultura gastronômica da região norte do Brasil é bastante rica, possui raízes indígenas, africanas e portuguesas, além de outras influencias tanto internas do Brasil quanto de outras culturas fora do país, a forte influência indígena amazônica em seus principais pratos é notável, dentre os principais destaca-se iguarias como o pato no tucupi, maniçoba, tacacá, um cardápio de grande variedade de especies de peixes amazônicos, como o pirarucu, tambaqui, o jaú, piramutaba entre outras espécies, um enorme cardápio de frutas, como o açaí, a pupunha, tucumã, o cupuaçu, o buriti, abiu, urucu, cumaru, ingá entre outras frutas, toda a região possui uma variedade rica de ingredientes, mas também alimentos a base de macaxeira como a farinha d'água, farinha do uarini, farinha de tapioca, goma de tapioca, o tucupi, entre outros.